# Perú en los Juegos Suramericanos de 2018
Perú fue uno de los países que participaron en los Juegos Suramericanos de 2018 en la ciudad de Cochabamba, Bolivia. La delegación peruana estuvo compuesta por 438 deportistas que compitieron en 44 disciplinas deportivas. El abanderado en la ceremonia de apertura fue el remero Eduardo Linares. Perú obtuvo 92 medallas (22 de oro, 29 de plata y 41 de bronce).

## Medallistas
| Medalla           | Atletas | Deporte                | Evento                          | Fecha      |
| ----------------- | --- | ---------------------- | ------------------------------- | ---------- |
| Medalla de oro    | Rina Cjuro | Atletismo              | 3000 metros con obstáculos      | 8 de junio |
| Medalla de oro    | Yuri Labra | Atletismo              | 3000 metros con obstáculos      | 8 de junio |
| Medalla de oro    | Saida Meneses | Atletismo              | 5000 metros planos              | 7 de junio |
| Medalla de oro    | Inés Melchor | Atletismo              | 10000 metros planos             | 5 de junio |
| Medalla de oro    | Kimberly García | Atletismo              | 20 km Marcha                    | 5 de junio |
| Medalla de oro    | Paola Mautino | Atletismo              | Salto largo                     | 6 de junio |
| Medalla de oro    | Daniela Macías Dánica Nishimura | Bádminton              | Dobles                          | 31 de mayo |
| Medalla de oro    | Daniel La Torre Dánica Nishimura | Bádminton              | Dobles mixto                    | 31 de mayo |
| Medalla de oro    | Rogger Rivera | Boxeo                  | 52 kg                           | 6 de junio |
| Medalla de oro    | María De Osma | Esquí acuático         | Eslalon                         | 1 de junio |
| Medalla de oro    | Alonso Wong | Judo                   | -73 kg                          | 28 de mayo |
| Medalla de oro    | Roberto Galarreta | Judo                   | -90 kg                          | 29 de mayo |
| Medalla de oro    | Isabel Aco | Karate                 | +68 kg                          | 27 de mayo |
| Medalla de oro    | Ingrid Aranda | Karate                 | Katas                           | 27 de mayo |
| Medalla de oro    | Yanet Sovero | Lucha                  | 68 kg                           | 6 de junio |
| Medalla de oro    | Andrea Hurtado | Natación               | 200 metros espalda              | 28 de mayo |
| Medalla de oro    | Diego Elías Alonso Escudero | Squash                 | Dobles                          | 4 de junio |
| Medalla de oro    | Andrés Duanny Diego Elías Alonso Escudero Rafael Gálvez | Squash                 | Equipos                         | 7 de junio |
| Medalla de oro    | Diego Elías | Squash                 | Individual                      | 4 de junio |
| Medalla de oro    | Marko Carrillo | Tiro                   | Pistola aire 10m                | 6 de junio |
| Medalla de oro    | Nicolás Pacheco | Tiro                   | Skeet                           | 7 de junio |
| Medalla de oro    | Caterina Romero | Vela                   | Sunfish                         | 31 de mayo |
| Medalla de plata  | Diana Bazalar | Atletismo              | 100 metros vallas               | 6 de junio |
| Medalla de plata  | Willy Canchanya | Atletismo              | 1500 metros planos              | 6 de junio |
| Medalla de plata  | Luz Rojas | Atletismo              | 5000 metros planos              | 7 de junio |
| Medalla de plata  | Gladys Tejeda | Atletismo              | 10000 metros planos             | 5 de junio |
| Medalla de plata  | César Rodríguez | Atletismo              | 20 km Marcha                    | 5 de junio |
| Medalla de plata  | Luis Campos | Atletismo              | 50 km Marcha                    | 5 de junio |
| Medalla de plata  | Silvana Segura | Atletismo              | Salto triple                    | 7 de junio |
| Medalla de plata  | Bruno Barrueto Diego Cuadros | Bádminton              | Dobles                          | 31 de mayo |
| Medalla de plata  | Nicolás Barrueto Inés Castillo Diego Cuadros José Guevara Daniel La Torre Paula La Torre Daniela Macías Dánica Nishimura                                                                 | Bádminton              | Equipos mixto                   | 28 de mayo |
| Medalla de plata  | Daniela Macías | Bádminton              | Individual                      | 31 de mayo |
| Medalla de plata  | María De Osma | Esquí acuático         | Figuras                         | 1 de junio |
| Medalla de plata  | María De Osma | Esquí acuático         | Saltos                          | 1 de junio |
| Medalla de plata  | Thalía Gamarra | Judo                   | -52 kg                          | 27 de mayo |
| Medalla de plata  | Alexandra Grande | Karate                 | -61 kg                          | 28 de mayo |
| Medalla de plata  | Israel Aco | Karate                 | -84 kg                          | 28 de mayo |
| Medalla de plata  | Tessy Sandi | Levantamiento de pesas | Total olímpico 53 kg            | 28 de mayo |
| Medalla de plata  | Óscar Terrones | Levantamiento de pesas | Total olímpico 69 kg            | 29 de mayo |
| Medalla de plata  | Thalía Mallqui | Lucha                  | 50 kg libre                     | 6 de junio |
| Medalla de plata  | Mario Molina | Lucha                  | 67 kg greco                     | 5 de junio |
| Medalla de plata  | Pool Ambrocio | Lucha                  | 86 kg libre                     | 7 de junio |
| Medalla de plata  | Azra Avdic | Natación               | 200 metros mariposa             | 29 de mayo |
| Medalla de plata  | Azra Avdic | Natación               | 400 metros combinado            | 28 de mayo |
| Medalla de plata  | Alexander Ortiz | Taekwondo              | 58 kg a 68kg                    | 6 de junio |
| Medalla de plata  | Jorge Panta Juan Pablo Varillas | Tenis                  | Dobles                          | 2 de junio |
| Medalla de plata  | Marko Carrillo | Tiro                   | Pistola tiro rápido 25 m        | 5 de junio |
| Medalla de plata  | Daniel Vizcarra | Tiro                   | Rifle 3 posiciones 50 m         | 6 de junio |
| Medalla de plata  | Daniella Borda | Tiro                   | Skeet (125)                     | 7 de junio |
| Medalla de plata  | Alessandro De Souza | Tiro                   | Trap                            | 3 de junio |
| Medalla de plata  | Jean De Trazegnies | Vela                   | Sunfish                         | 28 de mayo |
| Medalla de bronce | Luis Ostos | Atletismo              | 5000 metros planos              | 5 de junio |
| Medalla de bronce | Diana Bazalar Kimberly Cardoza Paola Mautino Silvana Segura Maite Torres | Atletismo              | Relevo 4 x 100 metros           | 7 de junio |
| Medalla de bronce | José Guevara Daniel La Torre | Bádminton              | Dobles                          | 31 de mayo |
| Medalla de bronce | Inés Castillo Paula La Torre | Bádminton              | Dobles                          | 31 de mayo |
| Medalla de bronce | Daniel La Torre | Bádminton              | Individual                      | 31 de mayo |
| Medalla de bronce | Inés Castillo | Bádminton              | Individual                      | 31 de mayo |
| Medalla de bronce | José Guevara | Bádminton              | Individual                      | 31 de mayo |
| Medalla de bronce | Paula La Torre | Bádminton              | Individual                      | 31 de mayo |
| Medalla de bronce | Lucy Valdivia | Boxeo                  | 51 kg                           | 6 de junio |
| Medalla de bronce | Leodán Pezo | Boxeo                  | 60 kg                           | 6 de junio |
| Medalla de bronce | Ricardo Tamay | Boxeo                  | 64 kg                           | 6 de junio |
| Medalla de bronce | José Lucar | Boxeo                  | +91 kg                          | 6 de junio |
| Medalla de bronce | Adrián Infante Daniel Pinto | Clavados               | Trampolín 3 m sincronizado      | 7 de junio |
| Medalla de bronce | Rafael De Osma | Esquí acuático         | Saltos                          | 1 de junio |
| Medalla de bronce | Andrea Tejada | Esquí acuático         | Saltos                          | 1 de junio |
| Medalla de bronce | Daniel Agüero | Gimnasia artística     | Salto                           | 30 de mayo |
| Medalla de bronce | Dilmer Calle | Judo                   | -60 kg                          | 27 de mayo |
| Medalla de bronce | Camila Figueroa | Judo                   | -70 kg                          | 29 de mayo |
| Medalla de bronce | Luis Ángeles | Judo                   | -81 kg                          | 28 de mayo |
| Medalla de bronce | Frank Alvarado | Judo                   | -100 kg                         | 29 de mayo |
| Medalla de bronce | Milagros Alfaro | Karate                 | -68 kg                          | 28 de mayo |
| Medalla de bronce | Hiromi Sánchez | Karate                 | -55 kg                          | 29 de mayo |
| Medalla de bronce | José Valdivia | Karate                 | -75 kg                          | 28 de mayo |
| Medalla de bronce | Mariano Wong | Karate                 | Katas                           | 27 de mayo |
| Medalla de bronce | Marcos Rojas | Levantamiento de pesas | Total olímpico 56 kg            | 28 de mayo |
| Medalla de bronce | Hernán Viera | Levantamiento de pesas | Total olímpico 105 kg           | 31 de mayo |
| Medalla de bronce | Samuel Alva | Lucha                  | 57 kg                           | 7 de junio |
| Medalla de bronce | Sixto Auccapiña | Lucha                  | 65 kg                           | 7 de junio |
| Medalla de bronce | McKenna De Bever | Natación               | 100 metros espalda              | 30 de mayo |
| Medalla de bronce | McKenna De Bever | Natación               | 200 metros combinado            | 27 de mayo |
| Medalla de bronce | Gustavo Gutiérrez | Natación               | 400 metros combinado            | 30 de mayo |
| Medalla de bronce | Azra Avdic Jessica Cattaneo Andrea Hurtado Paula Tamashiro | Natación               | Relevo 4 x 100 metros combinado | 30 de mayo |
| Medalla de bronce | Azra Avdic Samantha Bello Jessica Cattaneo McKenna De Bever | Natación               | Relevo 4x200 metros libre       | 27 de mayo |
| Medalla de bronce | Alexandra Castro Alessia Palacios Valeria Palacios Shantall Zegarra | Remo                   | W4X                             | 29 de mayo |
| Medalla de bronce | Nathaly Paredes Mia Rodríguez | Pelota vasca           | Frontenis                       | 8 de junio |
| Medalla de bronce | Juan Bezada David Yupanqui | Pelota vasca           | Frontenis                       | 8 de junio |
| Medalla de bronce | Luis Oblitas | Taekwondo              | -58 kg                          | 5 de junio |
| Medalla de bronce | Juan Pablo Varillas | Tenis                  | Individual                      | 2 de junio |
| Medalla de bronce | Annia Becerra | Tiro                   | Pistola aire 10m (60)           | 6 de junio |
| Medalla de bronce | Daniel Vizcarra | Tiro                   | Rifle de aire 10m               | 3 de junio |
| Medalla de bronce | Shiamara Almeida Diana De La Peña Zoila La Rosa Brenda Lobatón Alexandra Machado Yujhamy Mosquera Mabel Olemar Karla Ortiz Esmeralda Sánchez Daniela Uribe Aixa Vigil Clarivett Yllescas | Voleibol               | Torneo femenino                 | 7 de junio |

## Atletas
| Deporte                | Deportistas |
| Atletismo              | 27          |
| Bádminton              | 8           |
| Baloncesto             | 24          |
| Balonmano              | 32          |
| Bolos                  | 4           |
| Boxeo                  | 9           |
| Ciclismo               | 17          |
| Clavados               | 4           |
| Esgrima                | 12          |
| Esquí acuático         | 8           |
| Fútbol sala            | 28          |
| Gimnasia               | 15          |
| Golf                   | 3           |
| Hockey sobre césped    | 32          |
| Judo                   | 10          |
| Karate                 | 12          |
| Levantamiento de pesas | 9           |
| Lucha                  | 12          |
| Nado sincronizado      | 10          |
| Natación               | 23          |
| Patinaje artístico     | 2           |
| Patinaje de velocidad  | 3           |
| Pelota vasca           | 9           |
| Pentatlón moderno      | 6           |
| Raquetbol              | 3           |
| Remo                   | 12          |
| Rugby 7                | 12          |
| Squash                 | 8           |
| Taekwondo              | 6           |
| Tenis                  | 6           |
| Tenis de mesa          | 6           |
| Tiro                   | 17          |
| Tiro con arco          | 6           |
| Triatlón               | 2           |
| Vela                   | 6           |
| Voleibol               | 24          |
| Voleibol de playa      | 4           |
| Waterpolo              | 13          |
| Total                  | 438         |

## Deportes

### Atletismo
Femenino
Eventos de campo
| Atleta         | Evento       | Final     | Final            |
| Atleta         | Evento       | Distancia | Posición         |
| -------------- | ------------ | --------- | ---------------- |
| Paola Mautino  | Salto largo  | 6.66      | Medalla de oro   |
| Silvana Segura | Salto largo  | 5.87      | 7                |
| Silvana Segura | Salto triple | 13.56     | Medalla de plata |

Eventos de pista y ruta
| Atleta                                                                   | Evento                        | Eliminatoria | Eliminatoria | Final        | Final             |
| Atleta                                                                   | Evento                        | Tiempo       | Posición     | Tiempo       | Posición          |
| ------------------------------------------------------------------------ | ----------------------------- | ------------ | ------------ | ------------ | ----------------- |
| Paola Mautino                                                            | 100 metros planos             | 11.76        | 9            | No clasificó | No clasificó      |
| Diana Bazalar                                                            | 100 metros vallas             | 13.47        | 4            | 13.36        | Medalla de plata  |
| Maite Torres                                                             | 400 metros planos             | 55.99        | 8            | No clasificó | No clasificó      |
| Kimberly Cardoza                                                         | 400 metros vallas             | ——————       | ——————       | DNF          | DNF               |
| Soledad Torre                                                            | 1500 metros planos            | ——————       | ——————       | 04:36.80     | 4                 |
| Rina Cjuro                                                               | 3000 metros con obstáculos    | ——————       | ——————       | 10:53.83     | Medalla de oro    |
| Saida Meneses                                                            | 5000 metros planos            | ——————       | ——————       | 16:47.37     | Medalla de oro    |
| Luz Rojas                                                                | 5000 metros planos            | ——————       | ——————       | 17:09.59     | Medalla de plata  |
| Inés Melchor                                                             | 10000 metros planos           | ——————       | ——————       | 35:57.86     | Medalla de oro    |
| Gladys Tejeda                                                            | 10000 metros planos           | ——————       | ——————       | 35:59.45     | Medalla de plata  |
| Kimberly García                                                          | 20 kilómetros Marcha          | ——————       | ——————       | 1h 33:11.00  | Medalla de oro    |
| Diana Bazalar Kimberly Cardoza Paola Mautino Silvana Segura Maite Torres | Relevos 4 x 100 metros planos | ——————       | ——————       | 46.43        | Medalla de bronce |

- Leyde Guerra

Masculino
Eventos de campo
| Atleta          | Evento             | Final     | Final    |
| Atleta          | Evento             | Distancia | Posición |
| --------------- | ------------------ | --------- | -------- |
| Arturo Chávez   | Salto de altura    | 2.1       | 7        |
| Josué Gutiérrez | Salto con garrocha | 4.8       | 5        |
| Jorge McFarlane | Salto largo        | 0         | 10       |

Eventos de pista y ruta
| Atleta           | Evento                     | Eliminatoria | Eliminatoria | Final       | Final             |
| Atleta           | Evento                     | Tiempo       | Posición     | Tiempo      | Posición          |
| ---------------- | -------------------------- | ------------ | ------------ | ----------- | ----------------- |
| Andy Martínez    | 100 metros planos          | 10.48        | 9            | 10.54       | 8                 |
| Javier McFarlane | 110 metros vallas          | 13.97        | 3            | 13.75       | 5                 |
| Mauricio Garrido | 110 metros vallas          | 14.15        | 8            | DNS         | DNS               |
| Marco Vilca      | 400 metros planos          | 48.36        | 8            | 48.04       | 8                 |
| Marco Vilca      | 800 metros llanos          | ——————       | ——————       | 01:52.03    | 4                 |
| Mario Bazán      | 1500 metros planos         | ——————       | ——————       | DNF         | DNF               |
| Willy Canchanya  | 1500 metros planos         | ——————       | ——————       | 03:51.23    | Medalla de plata  |
| Mario Bazán      | 3000 metros con obstáculos | ——————       | ——————       | DNF         | DNF               |
| Yuri Labra       | 3000 metros con obstáculos | ——————       | ——————       | 09:01.95    | Medalla de oro    |
| Yerson Orellana  | 5000 metros planos         | ——————       | ——————       | 15:29.28    | 7                 |
| Luis Ostos       | 5000 metros planos         | ——————       | ——————       | 14:32.79    | Medalla de bronce |
| Ulises Ambrocio  | 10000 metros planos        | ——————       | ——————       | 33:28.94    | 8                 |
| Luis Ostos       | 10000 metros planos        | ——————       | ——————       | DQ 144-3A   | DQ 144-3A         |
| César Rodríguez  | 20 kilómetros Marcha       | ——————       | ——————       | 1h 26:23.00 | Medalla de plata  |
| Luis Campos      | 50 kilómetros Marcha       | ——————       | ——————       | 3h 59:23.00 | Medalla de plata  |

### Bádminton
Femenino
| Atleta                          | Evento     | Octavos de final     | Cuartos de final        | Semifinal              | Final                  | Posición Final    |
| Atleta                          | Evento     | Rival Resultado      | Rival Resultado         | Rival Resultado        | Rival Resultado        | Posición Final    |
| ------------------------------- | ---------- | -------------------- | ----------------------- | ---------------------- | ---------------------- | ----------------- |
| Inés Castillo                   | Individual | María Zambrano 2 - 0 | Ashley Montre 2 - 0     | Fabiana Da Silva 0 - 2 | No clasificó           | Medalla de bronce |
| Paula La Torre                  | Individual | Javiera Torres 2 - 0 | María Bernatene 2 - 0   | Daniela Macías 0 - 2   | No clasificó           | Medalla de bronce |
| Daniela Macías                  | Individual | Ángela Condori 2 - 0 | Constanza Naranjo 2 - 0 | Paula La Torre 2 - 0   | Fabiana Da Silva 0 - 2 | Medalla de plata  |
| Inés Castillo Paula La Torre    | Dobles     | ——————               | Argentina 2 - 0         | Brasil 0 - 2           | No clasificó           | Medalla de bronce |
| Daniela Macías Dánica Nishimura | Dobles     | ——————               | Bolivia 2 - 0           | Chile 2 - 0            | Brasil 2 - 0           | Medalla de oro    |

Masculino
| Atleta                       | Evento     | Octavos de final    | Cuartos de final        | Semifinal         | Final           | Posición Final    |
| Atleta                       | Evento     | Rival Resultado     | Rival Resultado         | Rival Resultado   | Rival Resultado | Posición Final    |
| ---------------------------- | ---------- | ------------------- | ----------------------- | ----------------- | --------------- | ----------------- |
| Diego Cuadros                | Individual | Frank Barrios 2 - 0 | Ygor Coelho 0 - 2       | No clasificó      | No clasificó    | No clasificó      |
| José Guevara                 | Individual | Serafín Zavas 2 - 0 | Fernando Sanhueza 2 - 0 | Ygor Coelho 0 - 2 | No clasificó    | Medalla de bronce |
| Daniel La Torre              | Individual | Jesús Sánchez 2 - 0 | Iván León 2 - 1         | Artur Silva 0 - 2 | No clasificó    | Medalla de bronce |
| Bruno Barrueto Diego Cuadros | Dobles     | Bolivia 2 - 0       | Venezuela 2 - 0         | Chile 2 - 0       | Brasil 0 - 2    | Medalla de plata  |
| José Guevara Daniel La Torre | Dobles     | ——————              | Venezuela 2 - 0         | Brasil 0 - 2      | No clasificó    | Medalla de bronce |

Mixto
| Equipo | Evento  | Fase de grupos  | Fase de grupos | Semifinal       | Final           | Posición final   |
| Equipo | Evento  | Rival Resultado | Posición       | Rival Resultado | Rival Resultado | Posición final   |
| --- | ------- | --------------- | -------------- | --------------- | --------------- | ---------------- |
| Nicolás Barrueto Inés Castillo Diego Cuadros José Guevara Daniel La Torre Paula La Torre Daniela Macías Dánica Nishimura | Equipos | Argentina 5 - 0 | 1              | Chile 3 - 0     | Brasil 1 - 3    | Medalla de plata |
| Nicolás Barrueto Inés Castillo Diego Cuadros José Guevara Daniel La Torre Paula La Torre Daniela Macías Dánica Nishimura | Equipos | Venezuela 5 - 0 | 1              | Chile 3 - 0     | Brasil 1 - 3    | Medalla de plata |
| Daniel La Torre Dánica Nishimura                                                                                         | Dobles  | Bolivia 2 - 0   | Bolivia 2 - 0  | Chile 2 - 0     | Brasil 2 - 0    | Medalla de oro   |
| Diego Cuadros Paula La Torre                                                                                             | Dobles  | Brasil 1 - 2    | Brasil 1 - 2   | No clasificó    | No clasificó    | No clasificó     |

### Baloncesto
Femenino
| Equipo | Evento          | Fase final        | Fase final |
| Equipo | Evento          | Rival Resultado   | Posición   |
| --- | --------------- | ----------------- | ---------- |
| Patricia Aranzana Ysun Benavente Daniela Bonilla Alejandra Castillo Ana Farfán Lorena García Lucía Guerrero Natalia Gómez Jennifer Green Romina Mansilla Rafaella Parodi Ximena Sotomayor | Torneo femenino | Bolivia 37 - 92   | 6          |
| Patricia Aranzana Ysun Benavente Daniela Bonilla Alejandra Castillo Ana Farfán Lorena García Lucía Guerrero Natalia Gómez Jennifer Green Romina Mansilla Rafaella Parodi Ximena Sotomayor | Torneo femenino | Paraguay 55 - 111 | 6          |
| Patricia Aranzana Ysun Benavente Daniela Bonilla Alejandra Castillo Ana Farfán Lorena García Lucía Guerrero Natalia Gómez Jennifer Green Romina Mansilla Rafaella Parodi Ximena Sotomayor | Torneo femenino | Argentina 46 - 80 | 6          |
| Patricia Aranzana Ysun Benavente Daniela Bonilla Alejandra Castillo Ana Farfán Lorena García Lucía Guerrero Natalia Gómez Jennifer Green Romina Mansilla Rafaella Parodi Ximena Sotomayor | Torneo femenino | Chile 65 - 74     | 6          |
| Patricia Aranzana Ysun Benavente Daniela Bonilla Alejandra Castillo Ana Farfán Lorena García Lucía Guerrero Natalia Gómez Jennifer Green Romina Mansilla Rafaella Parodi Ximena Sotomayor | Torneo femenino | Colombia 44 - 90  | 6          |

Masculino
| Equipo | Evento           | Fase final        | Fase final |
| Equipo | Evento           | Rival Resultado   | Posición   |
| --- | ---------------- | ----------------- | ---------- |
| Diego Alache Roberto Carpio Miro Ceccarelli Franco Duarte Rodrigo Matos José Mesones Gonzalo Ponce Matías Quirós Julio Regalado Derek Rivero Juan Venegas César Villalobos | Torneo masculino | Bolivia 49 - 72   | 6          |
| Diego Alache Roberto Carpio Miro Ceccarelli Franco Duarte Rodrigo Matos José Mesones Gonzalo Ponce Matías Quirós Julio Regalado Derek Rivero Juan Venegas César Villalobos | Torneo masculino | Argentina 64 - 84 | 6          |
| Diego Alache Roberto Carpio Miro Ceccarelli Franco Duarte Rodrigo Matos José Mesones Gonzalo Ponce Matías Quirós Julio Regalado Derek Rivero Juan Venegas César Villalobos | Torneo masculino | Paraguay 60 - 77  | 6          |
| Diego Alache Roberto Carpio Miro Ceccarelli Franco Duarte Rodrigo Matos José Mesones Gonzalo Ponce Matías Quirós Julio Regalado Derek Rivero Juan Venegas César Villalobos | Torneo masculino | Chile 51 - 70     | 6          |
| Diego Alache Roberto Carpio Miro Ceccarelli Franco Duarte Rodrigo Matos José Mesones Gonzalo Ponce Matías Quirós Julio Regalado Derek Rivero Juan Venegas César Villalobos | Torneo masculino | Colombia 53 - 97  | 6          |

### Balonmano
Femenino
| Equipo | Evento          | Fase de grupos   | Fase de grupos | Semifinal       | Final           |
| Equipo | Evento          | Rival Resultado  | Posición       | Rival Resultado | Rival Resultado |
| --- | --------------- | ---------------- | -------------- | --------------- | --------------- |
| Tifany Angulo Marcela Balarín Mariana Díaz Derlly Gálvez Camila García Giuliana Gironzini Andrea Lizana María Miranda María Mori Karol Panamá Rosa Porras Karen Preising Romina Requena Kelly Servat Marcia Uriona Lucia Vílchez | Torneo femenino | Argentina 8 - 50 | 5              | No clasificó    | No clasificó    |
| Tifany Angulo Marcela Balarín Mariana Díaz Derlly Gálvez Camila García Giuliana Gironzini Andrea Lizana María Miranda María Mori Karol Panamá Rosa Porras Karen Preising Romina Requena Kelly Servat Marcia Uriona Lucia Vílchez | Torneo femenino | Chile 9 - 38     | 5              | No clasificó    | No clasificó    |
| Tifany Angulo Marcela Balarín Mariana Díaz Derlly Gálvez Camila García Giuliana Gironzini Andrea Lizana María Miranda María Mori Karol Panamá Rosa Porras Karen Preising Romina Requena Kelly Servat Marcia Uriona Lucia Vílchez | Torneo femenino | Bolivia 23 - 19  | 5              | No clasificó    | No clasificó    |

Masculino
| Equipo | Evento           | Fase de grupos  | Fase de grupos | Semifinal       | Final           |
| Equipo | Evento           | Rival Resultado | Posición       | Rival Resultado | Rival Resultado |
| --- | ---------------- | --------------- | -------------- | --------------- | --------------- |
| Homero Acuña Fernando Buitrón André Camborda Renzo Cifuentes Gianpierre Gutelius Evair Hurtado Marcelo Infante Diego López Brian Paredes Johan Rodríguez Joaquín Salas Carlos Trelles Giancarlo Trelles Eddy Velarde Carlos Vélez Carlos Zerillo | Torneo masculino | Brasil 12 - 50  | 4              | No clasificó    | No clasificó    |
| Homero Acuña Fernando Buitrón André Camborda Renzo Cifuentes Gianpierre Gutelius Evair Hurtado Marcelo Infante Diego López Brian Paredes Johan Rodríguez Joaquín Salas Carlos Trelles Giancarlo Trelles Eddy Velarde Carlos Vélez Carlos Zerillo | Torneo masculino | Chile 15 - 37   | 4              | No clasificó    | No clasificó    |
| Homero Acuña Fernando Buitrón André Camborda Renzo Cifuentes Gianpierre Gutelius Evair Hurtado Marcelo Infante Diego López Brian Paredes Johan Rodríguez Joaquín Salas Carlos Trelles Giancarlo Trelles Eddy Velarde Carlos Vélez Carlos Zerillo | Torneo masculino | Bolivia 32 - 12 | 4              | No clasificó    | No clasificó    |

### Bolos
Femenino
| Atleta                      | Evento     | Preliminares      | Preliminares | Preliminares      | Preliminares | Total | Posición | Cuartos de final   | Semifinal          | Final              |
| Atleta                      | Evento     | 6 Primeras Líneas | Posición     | 6 Segundas Líneas | Posición     | Total | Posición | Rival Resultado    | Rival Resultado    | Rival Resultado    |
| --------------------------- | ---------- | ----------------- | ------------ | ----------------- | ------------ | ----- | -------- | ------------------ | ------------------ | ------------------ |
| Sophie Oshiro               | Individual | 733               | 12           | 795               | 11           | 1528  | 12       | No clasificó       | No clasificó       | No clasificó       |
| Yumi Yuzuriha               | Individual | 985               | 9            | 1078              | 6            | 2063  | 8        | No clasificó       | No clasificó       | No clasificó       |
| Sophie Oshiro Yumi Yuzuriha | Dobles     | 1689              | 6            | 1795              | 6            | 3484  | 6        | —————————————————— | —————————————————— | —————————————————— |

Masculino
| Atleta                     | Evento     | Preliminares      | Preliminares | Preliminares      | Preliminares | Total | Posición | Cuartos de final   | Semifinal          | Final              |
| Atleta                     | Evento     | 6 Primeras Líneas | Posición     | 6 Segundas Líneas | Posición     | Total | Posición | Rival Resultado    | Rival Resultado    | Rival Resultado    |
| -------------------------- | ---------- | ----------------- | ------------ | ----------------- | ------------ | ----- | -------- | ------------------ | ------------------ | ------------------ |
| Adrián Guibu               | Individual | 1106              | 11           | 1109              | 11           | 2215  | 12       | No clasificó       | No clasificó       | No clasificó       |
| Juan Yuzuriha              | Individual | 1111              | 10           | 1023              | 18           | 2134  | 15       | No clasificó       | No clasificó       | No clasificó       |
| Adrián Guibu Juan Yuzuriha | Dobles     | 2335              | 2            | 2103              | 11           | 4438  | 5        | —————————————————— | —————————————————— | —————————————————— |

### Boxeo
Femenino
| Atleta           | Evento | Cuartos de final      | Semifinal             | Final           | Posición Final    |
| Atleta           | Evento | Rival Resultado       | Rival Resultado       | Rival Resultado | Posición Final    |
| ---------------- | ------ | --------------------- | --------------------- | --------------- | ----------------- |
| Lucy Valdivia    | 51 kg  | Cristina Porozo 4 - 1 | Ingrit Valencia 0 - 5 | No clasificó    | Medalla de bronce |
| Evelyn Tolentino | 75 kg  | Erika Pachito RSC - 5 | No clasificó          | No clasificó    | No clasificó      |

Masculino
| Atleta         | Evento | Octavos de final     | Cuartos de final          | Semifinal           | Final            | Posición Final    |
| Atleta         | Evento | Rival Resultado      | Rival Resultado           | Rival Resultado     | Rival Resultado  | Posición Final    |
| -------------- | ------ | -------------------- | ------------------------- | ------------------- | ---------------- | ----------------- |
| Isaac Herrera  | 49 kg  | ————                 | Yuberjen Martínez RSC - 5 | No clasificó        | No clasificó     | No clasificó      |
| Rogger Rivera  | 52 kg  | ————————             | ————————                  | Ramón Quiroga 3 - 2 | Ceiber Ávila TKO | Medalla de oro    |
| Jorvi Farroñán | 56 kg  | Sergio Alcócer 2 - 3 | No clasificó              | No clasificó        | No clasificó     | No clasificó      |
| Leodán Pezo    | 60 kg  | ————————             | ————————                  | Luis Cabrera 0 - 5  | No clasificó     | Medalla de bronce |
| Ricardo Tamay  | 64 kg  | ————                 | Erick Aguirre 3 - 2       | Miguel Ferrín 0 - 5 | No clasificó     | Medalla de bronce |
| Gerardo Ibáñez | 75 kg  | ————                 | Jorge Vivas 0 - 5         | No clasificó        | No clasificó     | No clasificó      |
| José Lucar     | +91 kg | ————————             | ————————                  | Ever Quisbert 1 - 4 | No clasificó     | Medalla de bronce |

### Ciclismo

#### Ciclismo BMX
Masculino
| Atleta        | Evento     | Trial  | Trial    | Semifinal | Semifinal | Final        | Final        |
| Atleta        | Evento     | Tiempo | Posición | Tiempo    | Posición  | Tiempo       | Posición     |
| ------------- | ---------- | ------ | -------- | --------- | --------- | ------------ | ------------ |
| André Lacroix | Individual | 33.553 | 14       |           | 8         | No clasificó | No clasificó |
| José Mamani   | Individual | 30.973 | 11       |           | 6         | No clasificó | No clasificó |

#### Ciclismo de montaña
Femenino
| Atleta       | Evento        | Final       | Final    |
| Atleta       | Evento        | Tiempo      | Posición |
| ------------ | ------------- | ----------- | -------- |
| Lucero Rubio | Cross country | 1h 05:06.00 | 10       |

Masculino
| Atleta       | Evento        | Final    | Final    |
| Atleta       | Evento        | Tiempo   | Posición |
| ------------ | ------------- | -------- | -------- |
| Edilio Curo  | Cross country | 58:43.00 | 11       |
| Jeyson Ramos | Cross country | 46:49.00 | 12       |

#### Ciclismo de pista
Femenino
| Atleta                                                      | Evento                  | Eliminatoria         | Eliminatoria         | Repechaje            | Repechaje            | Final                | Final                |
| Atleta                                                      | Evento                  | Tiempo               | Posición             | Tiempo               | Posición             | Tiempo / Puntos      | Posición             |
| ----------------------------------------------------------- | ----------------------- | -------------------- | -------------------- | -------------------- | -------------------- | -------------------- | -------------------- |
| Angie Paulet                                                | Ómnium                  | ————————————         | ————————————         | ————————————         | ————————————         | 34                   | 9                    |
| Ghillma Bendezú Luddy Fernández Angie Paulet Ángela Ramírez | Persecución por equipos | 05:15.085            | 4                    | ————                 | ————                 | OLV                  | 4                    |
| Estephany Valdivia                                          | Velocidad individual    | ———————————————————— | ———————————————————— | ———————————————————— | ———————————————————— | ———————————————————— | ———————————————————— |

Masculino
| Atleta                                                  | Evento                  | Eliminatoria | Eliminatoria | Repechaje    | Repechaje    | Final           | Final        |
| Atleta                                                  | Evento                  | Tiempo       | Posición     | Tiempo       | Posición     | Tiempo / Puntos | Posición     |
| ------------------------------------------------------- | ----------------------- | ------------ | ------------ | ------------ | ------------ | --------------- | ------------ |
| Robinson Ruiz                                           | Madison                 | ———————————— | ———————————— | ———————————— | ———————————— | DNF             | ————         |
| Hugo Ruiz                                               | Ómnium                  | ———————————— | ———————————— | ———————————— | ———————————— | 62              | 9            |
| Cesar Gárate Antonio Rastegorac Hugo Ruiz Robinson Ruiz | Persecución por equipos | 04:20.26     | 6            | No clasificó | No clasificó | No clasificó    | No clasificó |

#### Ciclismo de ruta
Femenino
| Atleta          | Evento                  | Final    | Final    |
| Atleta          | Evento                  | Tiempo   | Posición |
| --------------- | ----------------------- | -------- | -------- |
| Luddy Fernández | Contra reloj individual | 31:21.59 | 8        |
| Angie Paulett   | Contra reloj individual | 32:20.10 | 11       |
| Ghillma Bendezú | Ruta individual         | 02:02.16 | 24       |
| Luddy Fernández | Ruta individual         | 01:56.13 | 14       |
| Angie Paulett   | Ruta individual         | 01:54.02 | 11       |
| Ángela Ramírez  | Ruta individual         | DNF      | DNF      |

Masculino
| Atleta         | Evento                  | Final    | Final    |
| Atleta         | Evento                  | Tiempo   | Posición |
| -------------- | ----------------------- | -------- | -------- |
| Royner Navarro | Contra reloj individual | 54:04.17 | 8        |
| Alonso Gamero  | Ruta individual         | 04:07.48 | 9        |
| Cesar Gárate   | Ruta individual         | DNF      | DNF      |
| Royner Navarro | Ruta individual         | 04:04.52 | 7        |
| Alain Quispe   | Ruta individual         | DNF      | DNF      |
| Hugo Ruiz      | Ruta individual         | DNF      | DNF      |
| Renato Tapia   | Ruta individual         | DNF      | DNF      |

### Clavados
Femenino
| Atleta                   | Evento                     | Final  | Final    |
| Atleta                   | Evento                     | Puntos | Posición |
| ------------------------ | -------------------------- | ------ | -------- |
| Luciana Gil Daniela Luna | Trampolín 3 m sincronizado | 185.13 | 4        |

Masculino
| Atleta                      | Evento                     | Final  | Final             |
| Atleta                      | Evento                     | Puntos | Posición          |
| --------------------------- | -------------------------- | ------ | ----------------- |
| Adrián Infante              | Trampolín 3 m              | 0      | 9                 |
| Daniel Pinto                | Trampolín 3 m              | 339.35 | 5                 |
| Adrián Infante Daniel Pinto | Trampolín 3 m sincronizado | 304.08 | Medalla de bronce |

### Esgrima
Femenino
| Atleta                                  | Evento             | Clasificación | Clasificación | Octavos de final         | Cuartos de final  | Semifinal       | Final           |
| Atleta                                  | Evento             | Puntos        | Posición      | Rival Resultado          | Rival Resultado   | Rival Resultado | Rival Resultado |
| --------------------------------------- | ------------------ | ------------- | ------------- | ------------------------ | ----------------- | --------------- | --------------- |
| Karol Larico                            | Espada individual  | 1             | 6             | Gabriela Viveros 12 - 15 | No clasificó      | No clasificó    | No clasificó    |
| Cynthia Roldán                          | Espada individual  | 1             | 5             | Isabel Di Tella 6 - 15   | No clasificó      | No clasificó    | No clasificó    |
| Karol Larico Cynthia Roldán Indira Ruiz | Espada equipos     | ——————        | ——————        | ——————                   | Argentina 30 - 45 | No clasificó    | No clasificó    |
| Kusi Rosales                            | Florete individual | 2             | 4             | Flavia Mormandi 5 - 15   | No clasificó      | No clasificó    | No clasificó    |
| Indira Ruiz                             | Florete individual | 1             | 5             | Gabriela Paczko 3 - 15   | No clasificó      | No clasificó    | No clasificó    |
| Cynthia Roldán Kusi Rosales Indira Ruiz | Florete equipos    | ——————        | ——————        | ——————                   | Brasil 16 - 45    | No clasificó    | No clasificó    |
| Raisza Lucho                            | Sable individual   | 1             | 6             | Shia Rodríguez 5 - 15    | No clasificó      | No clasificó    | No clasificó    |

Masculino
| Atleta                                          | Evento             | Clasificación | Clasificación | Octavos de final        | Cuartos de final | Semifinal       | Final           |
| Atleta                                          | Evento             | Puntos        | Posición      | Rival Resultado         | Rival Resultado  | Rival Resultado | Rival Resultado |
| ----------------------------------------------- | ------------------ | ------------- | ------------- | ----------------------- | ---------------- | --------------- | --------------- |
| Eduardo García                                  | Espada individual  | 2             | 2             | Athos Marangon 11 - 15  | No clasificó     | No clasificó    | No clasificó    |
| Alex Landavere                                  | Espada individual  | 1             | 4             | Jhon Rodríguez 7 - 15   | No clasificó     | No clasificó    | No clasificó    |
| Eduardo García Bruno Giron Alex Landavere       | Espada equipos     | ——————        | ——————        | ——————                  | Colombia 33 - 45 | No clasificó    | No clasificó    |
| Federico Cánchez                                | Florete individual | 2             | 4             | Augusto Servello 6 - 15 | No clasificó     | No clasificó    | No clasificó    |
| Marcio Orihuela                                 | Florete individual | 1             | 4             | Felipe Alvear 8 - 15    | No clasificó     | No clasificó    | No clasificó    |
| Federico Cánchez Eduardo García Marcio Orihuela | Florete equipos    | ——————        | ——————        | ——————                  | Colombia 30 - 45 | No clasificó    | No clasificó    |
| Fabián Huapaya                                  | Sable individual   | 1             | 4             | Pascual Di Tella 7 - 15 | No clasificó     | No clasificó    | No clasificó    |
| Ángel Torreblanca                               | Sable individual   | 0             | 5             | Víctor Contreras 7 - 15 | No clasificó     | No clasificó    | No clasificó    |

### Esquí acuático
Femenino
| Atleta            | Evento  | Eliminatoria | Eliminatoria | Final        | Final             |
| Atleta            | Evento  | Resultado    | Posición     | Resultado    | Posición          |
| ----------------- | ------- | ------------ | ------------ | ------------ | ----------------- |
| Natalia Cuglievan | Figuras | ——————————   | ——————————   | ——————————   | ——————————        |
| María De Osma     | Figuras | 3150         | 8            | 4990         | Medalla de plata  |
| Andrea Tejada     | Figuras | 0            | 11           | No clasificó | No clasificó      |
| María De Osma     | Overall | 2756.19      | 2            | 0            | 5                 |
| Andrea Tejada     | Overall | ——           | ——           | No clasificó | No clasificó      |
| María De Osma     | Saltos  | 36           | 2            | 38.2         | Medalla de plata  |
| Andrea Tejada     | Saltos  | 26.7         | 4            | 30.5         | Medalla de bronce |
| María De Osma     | Eslalon | 12           | 1            | 11.25        | Medalla de oro    |
| Andrea Tejada     | Eslalon | 13           | 5            | ——           | ——                |

Masculino
| Atleta         | Evento    | Eliminatoria | Eliminatoria | Final        | Final             |
| Atleta         | Evento    | Resultado    | Posición     | Resultado    | Posición          |
| -------------- | --------- | ------------ | ------------ | ------------ | ----------------- |
| Felipe Belmont | Figuras   | ——————————   | ——————————   | ——————————   | ——————————        |
| Rafael De Osma | Figuras   | 5980         | 4            | 5210         | 5                 |
| José Tejada    | Figuras   | 1630         | 9            | No clasificó | No clasificó      |
| Rafael De Osma | Overall   |              |              | 2306.01      | 4                 |
| José Tejada    | Overall   |              |              | No clasificó | No clasificó      |
| Rafael De Osma | Saltos    | 45.5         | 3            | 47.6         | Medalla de bronce |
| José Tejada    | Saltos    | 41.1         | 6            | 41.5         | 6                 |
| Rafael De Osma | Eslalon   | ——           | ——           | No clasificó | No clasificó      |
| José Tejada    | Eslalon   | ——           | ——           | No clasificó | No clasificó      |
| Hárold Gómez   | Wakeboard | ——————————   | ——————————   | ——————————   | ——————————        |
| Ismael Tudela  | Wakeboard | 7            | 5            | No clasificó | No clasificó      |

### Fútbol sala
Femenino
| Equipo | Evento          | Fase final      | Fase final |
| Equipo | Evento          | Rival Resultado | Posición   |
| --- | --------------- | --------------- | ---------- |
| Estrella Álvarez Xiomara Canales Rosa Castro Gladys Dorador Débora Fernández Grecia Fontela Fabiola Herrera Eduardo Mallaupoma Stefanny Matos Yoselín Miranda Rosa Monserrate Astrid Ramírez Alison Reyes Karla Santana Stephannie Vásquez | Torneo femenino | Bolivia 0 - 4   | 5          |
| Estrella Álvarez Xiomara Canales Rosa Castro Gladys Dorador Débora Fernández Grecia Fontela Fabiola Herrera Eduardo Mallaupoma Stefanny Matos Yoselín Miranda Rosa Monserrate Astrid Ramírez Alison Reyes Karla Santana Stephannie Vásquez | Torneo femenino | Paraguay 3 - 6  | 5          |
| Estrella Álvarez Xiomara Canales Rosa Castro Gladys Dorador Débora Fernández Grecia Fontela Fabiola Herrera Eduardo Mallaupoma Stefanny Matos Yoselín Miranda Rosa Monserrate Astrid Ramírez Alison Reyes Karla Santana Stephannie Vásquez | Torneo femenino | Colombia 0 - 1  | 5          |
| Estrella Álvarez Xiomara Canales Rosa Castro Gladys Dorador Débora Fernández Grecia Fontela Fabiola Herrera Eduardo Mallaupoma Stefanny Matos Yoselín Miranda Rosa Monserrate Astrid Ramírez Alison Reyes Karla Santana Stephannie Vásquez | Torneo femenino | Argentina 1 - 3 | 5          |

Masculino
| Equipo | Evento           | Fase final      | Fase final |
| Equipo | Evento           | Rival Resultado | Posición   |
| --- | ---------------- | --------------- | ---------- |
| Jorge Aguilar Ángel Angulo Hugo Barrantes Jesús Herrera Martín Herrera Paulo Herrera Sebastián Obando Jorge Pacheco Luis Ramos Jordy Rivera Juan Saravia Xavier Tavera Julio Tizón | Torneo masculino | Argentina 0 - 3 | 4          |
| Jorge Aguilar Ángel Angulo Hugo Barrantes Jesús Herrera Martín Herrera Paulo Herrera Sebastián Obando Jorge Pacheco Luis Ramos Jordy Rivera Juan Saravia Xavier Tavera Julio Tizón | Torneo masculino | Bolivia 1 - 0   | 4          |
| Jorge Aguilar Ángel Angulo Hugo Barrantes Jesús Herrera Martín Herrera Paulo Herrera Sebastián Obando Jorge Pacheco Luis Ramos Jordy Rivera Juan Saravia Xavier Tavera Julio Tizón | Torneo masculino | Panamá 4 - 2    | 4          |
| Jorge Aguilar Ángel Angulo Hugo Barrantes Jesús Herrera Martín Herrera Paulo Herrera Sebastián Obando Jorge Pacheco Luis Ramos Jordy Rivera Juan Saravia Xavier Tavera Julio Tizón | Torneo masculino | Colombia 1 - 4  | 4          |
| Jorge Aguilar Ángel Angulo Hugo Barrantes Jesús Herrera Martín Herrera Paulo Herrera Sebastián Obando Jorge Pacheco Luis Ramos Jordy Rivera Juan Saravia Xavier Tavera Julio Tizón | Torneo masculino | Paraguay 1 - 2  | 4          |

### Gimnasia

#### Gimnasia artística
Femenino
| Atleta | Evento  | Aparato (Eliminatorias) | Aparato (Eliminatorias) | Aparato (Eliminatorias) | Aparato (Eliminatorias) | Total | Posición | Aparato (Finales)        | Aparato (Finales)    | Aparato (Finales)       | Aparato (Finales)      |              |              |              |              |              |
| --- | ------- | ----------------------- | ----------------------- | ----------------------- | ----------------------- | ----- | -------- | ------------------------ | -------------------- | ----------------------- | ---------------------- | ------------ | ------------ | ------------ | ------------ | ------------ |
| Atleta | Evento  | Nicole Espinoza         | General individual      | 10.23                   | 10.4                    | Total | Posición | 11.967                   | ——                   | 75.42                   | 27                     | No clasificó | No clasificó | No clasificó | No clasificó | No clasificó |
| Venere Horna | 8.7     | 12.13                   | General individual      | 12.367                  | 11.33                   | 97.77 | 20       | ——                       | Puntos 10 Posición 8 | ——                      | ——                     |              |              |              |              |              |
| Ana Méndez | 12.03   | 11.77                   | General individual      | 13.1                    | 11.73                   | 109.3 | 11       | Puntos 11.375 Posición 7 | ——                   | Puntos 12.94 Posición 4 | ——                     |              |              |              |              |              |
| Ariana Orrego | ——      | 11.23                   | General individual      | ——                      | 12.47                   | 47.4  | 31       | ——                       | ——                   | ——                      | Puntos 12.5 Posición 5 |              |              |              |              |              |
| Ángela Pérez | 9.67    | 10.2                    | General individual      | 11.967                  | 11.1                    | 95.54 | 22       | ——                       | ——                   | Puntos 11.75 Posición 8 | ——                     |              |              |              |              |              |
| Sharon Dávila Nicole Espinoza Venere Horna Carmen León Ana Méndez Aitana Orrego Ariana Orrego Angela Pérez Camila Rodríguez Georgina Vidalos | Equipos |                         |                         |                         |                         | 325.2 | 5        | ——————                   | ——————               | ——————                  | ——————                 |              |              |              |              |              |

Masculino
| Atleta                                                | Evento  | Aparato (Eliminatorias) | Aparato (Eliminatorias) | Aparato (Eliminatorias) | Aparato (Eliminatorias) | Aparato (Eliminatorias) | Aparato (Eliminatorias) | Total  | Posición | Aparato (Finales) | Aparato (Finales) | Aparato (Finales) |    |                      |                             |                         |
| ----------------------------------------------------- | ------- | ----------------------- | ----------------------- | ----------------------- | ----------------------- | ----------------------- | ----------------------- | ------ | -------- | ----------------- | ----------------- | ----------------- | -- | -------------------- | --------------------------- | ----------------------- |
| Atleta                                                | Evento  | Daniel Agüero           | General individual      | 12.6                    | 10.5                    | 11.8                    | 12.05                   | Total  | Posición | 13.9              | 13.3              | 74.15             | 14 | Puntos 12 Posición 8 | Puntos · 14.03 · Posición · | Puntos 12.88 Posición 7 |
| Jimmy Figueroa                                        | 9.5     | 4.55                    | General individual      | 11.55                   | 11.7                    | 11.75                   | 10.45                   | 59.5   | 30       | No clasificó      | No clasificó      | No clasificó      |    |                      |                             |                         |
| Luis Pizarro                                          | 9.85    | 12.25                   | General individual      | 11.75                   | 11.2                    | 12.9                    | 11.05                   | 69     | 18       | No clasificó      | No clasificó      | No clasificó      |    |                      |                             |                         |
| Arián Prado                                           | 11.85   | 12.8                    | General individual      | 12.25                   | 12.15                   | 0                       | 0                       | 49.05  | 35       | No clasificó      | No clasificó      | No clasificó      |    |                      |                             |                         |
| Miguel Valencia                                       | 0       | 0                       | General individual      | 0                       | 0                       | 0                       | 0                       | —————— | ——————   | No clasificó      | No clasificó      | No clasificó      |    |                      |                             |                         |
| Daniel Agüero Jimmy Figueroa Luis Pizarro Arián Prado | Equipos |                         |                         |                         |                         |                         |                         | 503.4  | 6        | ——————            | ——————            | ——————            |    |                      |                             |                         |

#### Gimnasia rítmica
Femenino
| Atleta                                                                    | Evento                    | Clasificatoria | Clasificatoria | Final  | Final    |
| Atleta                                                                    | Evento                    | Puntos         | Posición       | Puntos | Posición |
| ------------------------------------------------------------------------- | ------------------------- | -------------- | -------------- | ------ | -------- |
| Sharon Dávila Carmen León Aitana Orrego Camila Rodríguez Georgina Vidalos | Conjuntos 1er Ejercicio   | 8              | 5              | 6.95   | 5        |
| Sharon Dávila Carmen León Aitana Orrego Camila Rodríguez Georgina Vidalos | Conjuntos 2.º Ejercicio   | 6              | 5              | 6.15   | 5        |
| Sharon Dávila Carmen León Aitana Orrego Camila Rodríguez Georgina Vidalos | Conjunto concurso general | ——————         | ——————         | 13.9   | 5        |

#### Gimnasia en trampolín
Masculino
| Atleta          | Evento     | Preliminar | Preliminar | Final  | Final    |
| Atleta          | Evento     | Puntos     | Posición   | Puntos | Posición |
| --------------- | ---------- | ---------- | ---------- | ------ | -------- |
| Miguel Valencia | Individual | ——————     | ——————     | —————— | ——————   |

### Golf
Femenino
| Atleta        | Evento     | Final   | Final   | Final   | Final   | Final | Final    |
| Atleta        | Evento     | Ronda 1 | Ronda 2 | Ronda 3 | Ronda 4 | Total | Posición |
| ------------- | ---------- | ------- | ------- | ------- | ------- | ----- | -------- |
| Micaela Farah | Individual | 72      | 77      | 75      | 76      | 300   | 7        |

Masculino
| Atleta        | Evento     | Final   | Final   | Final   | Final   | Final | Final    |
| Atleta        | Evento     | Ronda 1 | Ronda 2 | Ronda 3 | Ronda 4 | Total | Posición |
| ------------- | ---------- | ------- | ------- | ------- | ------- | ----- | -------- |
| Luis Barco    | Individual | 72      | 77      | 74      | 76      | 299   | 11       |
| Joaquín Lolas | Individual | 74      | 79      | 76      | 73      | 302   | 13       |

Mixto
| Atleta                   | Evento | Final   | Final   | Final   | Final   | Final | Final    |
| Atleta                   | Evento | Ronda 1 | Ronda 2 | Ronda 3 | Ronda 4 | Total | Posición |
| ------------------------ | ------ | ------- | ------- | ------- | ------- | ----- | -------- |
| Luis Barco Micaela Farah | Dobles | 144     | 154     | 149     | 152     | 599   | 6        |

### Hockey sobre césped
Femenino
| Equipo | Evento          | Fase de grupos   | Fase de grupos | Quinto al Octavo | Final           | Posición Final |
| Equipo | Evento          | Rival Resultado  | Posición       | Rival Resultado  | Rival Resultado | Posición Final |
| --- | --------------- | ---------------- | -------------- | ---------------- | --------------- | -------------- |
| Marianella Álvarez Claudia Ardiles Alexandra Castro Chiara Conetta Nicole Cueva Alejandra Dancuart María Fermi Camila Levaggi Maira Loaiza Grettel Mejía Camila Méndez Marina Montes Victoria Montes Ana Palomino Geraldine Quino Daniela Ramírez | Torneo femenino | Argentina 0 - 21 | 7              | Paraguay 1 - 4   | —————           | 8              |
| Marianella Álvarez Claudia Ardiles Alexandra Castro Chiara Conetta Nicole Cueva Alejandra Dancuart María Fermi Camila Levaggi Maira Loaiza Grettel Mejía Camila Méndez Marina Montes Victoria Montes Ana Palomino Geraldine Quino Daniela Ramírez | Torneo femenino | Brasil 0 - 1     | 7              | Paraguay 1 - 4   | —————           | 8              |

Masculino
| Equipo | Evento           | Fase de grupos  | Fase de grupos | Quinto al Octavo            | Final           | Posición Final |
| Equipo | Evento           | Rival Resultado | Posición       | Rival Resultado             | Rival Resultado | Posición Final |
| --- | ---------------- | --------------- | -------------- | --------------------------- | --------------- | -------------- |
| Jeanpol Banda Sebastian Cuneo Vincenzo De Martis Rodrigo Díaz Christopher Knight Fernando López Felix Maffretti Guillermo Manchego Antonio Piazza Miguel Rivera Abel Romero Diego Salomón Diego Talavera Johannes Valakivi Edson Vera Hugo Visosa | Torneo masculino | Brasil 1 - 2    | 6              | Bolivia 2 - 1 Uruguay 3 - 2 | —————           | 5              |
| Jeanpol Banda Sebastian Cuneo Vincenzo De Martis Rodrigo Díaz Christopher Knight Fernando López Felix Maffretti Guillermo Manchego Antonio Piazza Miguel Rivera Abel Romero Diego Salomón Diego Talavera Johannes Valakivi Edson Vera Hugo Visosa | Torneo masculino | Paraguay 1 - 1  | 6              | Bolivia 2 - 1 Uruguay 3 - 2 | —————           | 5              |
| Jeanpol Banda Sebastian Cuneo Vincenzo De Martis Rodrigo Díaz Christopher Knight Fernando López Felix Maffretti Guillermo Manchego Antonio Piazza Miguel Rivera Abel Romero Diego Salomón Diego Talavera Johannes Valakivi Edson Vera Hugo Visosa | Torneo masculino | Chile 0 - 7     | 6              | Bolivia 2 - 1 Uruguay 3 - 2 | —————           | 5              |

### Judo
Femenino
| Atleta          | Evento | Cuartos de final       | Semifinal             | Repechaje                                  | Final                                                                         | Posición Final    |
| Atleta          | Evento | Rival Resultado        | Rival Resultado       | Rival Resultado                            | Rival Resultado                                                               | Posición Final    |
| --------------- | ------ | ---------------------- | --------------------- | ------------------------------------------ | ----------------------------------------------------------------------------- | ----------------- |
| Lesly Cano      | -48 kg | Lizeth Villegas 11 - 0 | Ingrid Perafán 0 - 10 | Mary Vargas 0 - 10                         | No clasificó                                                                  | No clasificó      |
| Thalía Gamarra  | -52 kg | ——————                 | Judith González 1 - 0 | ——————                                     | Larissa Cincinato 0 - 10                                                      | Medalla de plata  |
| Karen Cornejo   | -57 kg | Abi Cardozo 0 - 1      | ——————                | Anna Tirado 10 - 0 Micaela Hernández 0 - 1 | No clasificó                                                                  | No clasificó      |
| Camila Figueroa | -70 kg | ——————————————————     | ——————————————————    | ——————————————————                         | Yuri Alvear 0 - 10 Noelys Peña 0 - 10 María Brítez 11 - 0 Bruna Campos 0 - 10 | Medalla de bronce |

Masculino
| Atleta            | Evento  | Cuartos de final        | Semifinal               | Repechaje                                  | Final                   | Posición Final    |
| Atleta            | Evento  | Rival Resultado         | Rival Resultado         | Rival Resultado                            | Rival Resultado         | Posición Final    |
| ----------------- | ------- | ----------------------- | ----------------------- | ------------------------------------------ | ----------------------- | ----------------- |
| Dilmer Calle      | -60 kg  | Gabriel Kryger 10 - 0   | Robson Segantin 0 - 10  | Luis Morandi 1 - 0                         | ——————                  | Medalla de bronce |
| Juan Postigos     | -66 kg  | Juan Hernández 1 - 10   | ——————                  | Sebastián Pérez 1 - 10                     | No clasificó            | No clasificó      |
| Alonso Wong       | -73 kg  | Tomás Bringas 1 - 0     | Facundo De Lucía 10 - 0 | ——————                                     | David Dias 10 - 1       | Medalla de oro    |
| Luis Ángeles      | -81 kg  | Noel Peña 0 - 10        | ——————                  | Juan Guzmán 10 - 0 Fernando Salazar 10 - 0 | ——————                  | Medalla de bronce |
| Roberto Galarreta | -90 kg  | José Ortega 10 - 0      | Alexis Duarte 10 - 0    | ——————                                     | Giovani Ferreira 10 - 0 | Medalla de oro    |
| Frank Alvarado    | -100 kg | Leonardo Ribeiro 0 - 10 | ——————                  | Luis Amezquita 10 - 0                      | ——————                  | Medalla de bronce |

### Karate
Femenino
| Atleta           | Evento | Cuartos de final       | Semifinal               | Repechaje           | Final                   | Posición Final    |
| Atleta           | Evento | Rival Resultado        | Rival Resultado         | Rival Resultado     | Rival Resultado         | Posición Final    |
| ---------------- | ------ | ---------------------- | ----------------------- | ------------------- | ----------------------- | ----------------- |
| Selene Rodríguez | -50 kg | Giovanna Feroldi 1 - 4 | No clasificó            | No clasificó        | No clasificó            | No clasificó      |
| Hiromi Sánchez   | -55 kg | Bárbara Pérez 0 - 5    | ——————                  | Katty Llerena 2 - 0 | ——————                  | Medalla de bronce |
| Alexandra Grande | -61 kg | Laura Díaz 4 - 1       | Carolina Videla 8 - 4   | ——————              | Jacqueline Factos 3 - 4 | Medalla de plata  |
| Milagros Alfaro  | -68 kg | ——————                 | Marianth Cuervo 0 - 7   | ————————————        | ————————————            | Medalla de bronce |
| Isabel Aco       | +68 kg | Valentina Castro 5 - 2 | Dayne Salvatierra 5 - 0 | ——————              | Valeria Echever 4 - 0   | Medalla de oro    |
| Ingrid Aranda    | Katas  | ——————                 | Cristina Orbe 4 - 0     | ——————              | Valerya Hernández 4 - 1 | Medalla de oro    |

Masculino
| Atleta           | Evento | Cuartos de final     | Semifinal           | Repechaje                | Final               | Posición Final    |
| Atleta           | Evento | Rival Resultado      | Rival Resultado     | Rival Resultado          | Rival Resultado     | Posición Final    |
| ---------------- | ------ | -------------------- | ------------------- | ------------------------ | ------------------- | ----------------- |
| Amado Escalante  | -60 kg | Douglas Santos 1 - 3 | No clasificó        | No clasificó             | No clasificó        | No clasificó      |
| Jesús Paucarcaja | -67 kg | Camilo Velozo 9 - 11 | No clasificó        | No clasificó             | No clasificó        | No clasificó      |
| José Valdivia    | -75 kg | Juan Landazuri 1 - 9 | ——————              | Germán Charpentier 1 - 0 | ——————              | Medalla de bronce |
| Israel Aco       | -84 kg | Rubén Henao 2 - 2    | Mohamed Dames 5 - 1 | ——————                   | Freddy Valera 0 - 4 | Medalla de plata  |
| Jorge Beltrán    | +84 kg | Franklin Mina 0 - 4  | No clasificó        | No clasificó             | No clasificó        | No clasificó      |
| Mariano Wong     | Katas  | Antonio Díaz 1 - 4   | ——————              | Williames Souza 3 - 2    | ——————              | Medalla de bronce |

### Levantamiento de pesas
Femenino
| Atleta         | Evento | Arranque | Envión | Total Olímpico | Posición         |
| -------------- | ------ | -------- | ------ | -------------- | ---------------- |
| Fiorella Cueva | 48 kg  | 0        | 0      | 0              | 9                |
| Tessy Sandi    | 53 kg  | 81       | 107    | 188            | Medalla de plata |
| Shoely Mego    | 58 kg  | 75       | 95     | 170            | 4                |
| Eldi Paredes   | 63 kg  | 83       | 108    | 191            | 4                |

Masculino
| Atleta          | Evento | Arranque | Envión | Total Olímpico | Posición          |
| --------------- | ------ | -------- | ------ | -------------- | ----------------- |
| Marcos Rojas    | 56 kg  | 107      | 138    | 245            | Medalla de bronce |
| Miguel Preciado | 62 kg  | 117      | 145    | 262            | 4                 |
| Luis Bardalez   | 69 kg  | 124      | 159    | 283            | 4                 |
| Óscar Terrones  | 69 kg  | 126      | 159    | 285            | Medalla de plata  |
| Hernán Viera    | 105 kg | 155      | 201    | 356            | Medalla de bronce |

### Lucha
Femenino
| Atleta           | Evento      | Ronda 1                                                                                   | Semifinal                                       | Tercero y cuarto | Final           | Posición Final   |
| Atleta           | Evento      | Rival Resultado                                                                           | Rival Resultado                                 | Rival Resultado  | Rival Resultado | Posición Final   |
| ---------------- | ----------- | ----------------------------------------------------------------------------------------- | ----------------------------------------------- | ---------------- | --------------- | ---------------- |
| Thalía Mallqui   | 50 kg libre | Evelin Sosa 3 - 0 Sonia Haullpa 5 - 0 Jacqueline Mollocana 5 - 0 Carolina Castillo 0 - 3  | ————————————                                    | ————————————     | ————————————    | Medalla de plata |
| Cynthia Avilés   | 53 kg libre | Luisa Valverde 0 - 5 Dannia Figueroa 1 - 3 Betzabeth Arguello 0 - 4 Banesa Nichache 5 - 0 | ————————————                                    | ————————————     | ————————————    | 4                |
| Jessica Olivares | 62 kg libre | Nathaly Griman 0 - 4 Karla Campos 0 - 5                                                   | ————————————                                    | ————————————     | ————————————    | 5                |
| Yanet Sovero     | 68 kg libre | Dailane Gomes 1 - 3 Leonela Ayoví 4 - 1                                                   | Mahealani Ramírez 5 - 0 Soleymi Caraballo 3 - 1 | ————————————     | ————————————    | Medalla de oro   |
| Diana Cruz       | 76 kg libre | Andrea Olaya 0 - 4 María Acosta 0 - 3 María Pacheco 4 - 0 Aline Da Silva 0 - 5            | ————————————                                    | ————————————     | ————————————    | 4                |

Masculino
| Atleta          | Evento      | Ronda 1                                                                   | Semifinal                                     | Tercero y cuarto     | Final                | Posición Final    |
| Atleta          | Evento      | Rival Resultado                                                           | Rival Resultado                               | Rival Resultado      | Rival Resultado      | Posición Final    |
| --------------- | ----------- | ------------------------------------------------------------------------- | --------------------------------------------- | -------------------- | -------------------- | ----------------- |
| Joao Benavides  | 60 kg greco | Andrés Montaño 0 - 4 Ditcher Toro 1 - 4                                   | No clasificó                                  | No clasificó         | No clasificó         | 5                 |
| Mario Molina    | 67 kg greco | Elías Lucio 3 - 1 Julián Horta 3 - 1                                      | José Sánchez 3 - 1                            | ——————               | Joilson Ramos 0 - 3  | Medalla de plata  |
| Nilton Soto     | 77 kg greco | Angelo Marques 1 - 3 Cristian Nova 4 - 1                                  | Jair Cuero 0 - 5                              | Angelo Marques 1 - 3 | No clasificó         | 4                 |
| Li Castillo     | 97 kg greco | Óscar Loango 0 - 4 David Albino 0 - 4 Luillys Pérez 0 - 4 Luis Vaca 0 - 5 | ————————————                                  | ————————————         | ————————————         | 5                 |
| Samuel Alva     | 57 kg libre | André Quispe 5 - 0 Óscar Tigreros 0 - 5                                   | Pedro Mejías 0 - 4 Luis Morales 4 - 0         | ————————————         | ————————————         | Medalla de bronce |
| Sixto Auccapiña | 65 kg libre | Uber Cuero 3 - 1 Agustín Destribats 0 - 5 Freddy Vera 4 - 1               | Anthony Montero 1 - 3 Fernando Espinoza 4 - 0 | ————————————         | ————————————         | Medalla de bronce |
| Pool Ambrocio   | 86 kg libre | Yohan Delgadillo 4 - 0                                                    | Eduardo Gaiardo 4 - 0                         | ——————               | Pedro Ceballos 1 - 3 | Medalla de plata  |

### Nado sincronizado
| Equipo | Evento  | Rutina Técnica | Rutina Técnica | Rutina Libre | Rutina Libre | Total    | Posición Final |
| Equipo | Evento  | Puntos         | Posición       | Puntos       | Posición     | Total    | Posición Final |
| --- | ------- | -------------- | -------------- | ------------ | ------------ | -------- | -------------- |
| Carla Morales Cielomar Romero | Duetos  | 70.362         | 5              | 71.6         | 5            | 141.9615 | 5              |
| Valeria Belén Samantha Bello Yamile Carrasco María Ccoyllo María López Carla Morales Tania Patiño Sandy Quiróz Karen Rolando Cielomar Romero | Equipos | 68.333         | 5              | 72.133       | 4            | 140.47   | 4              |

### Natación
Femenino
| Atleta                                                      | Evento                          | Eliminatoria | Eliminatoria | Final        | Final             |
| Atleta                                                      | Evento                          | Tiempo       | Posición     | Tiempo       | Posición          |
| ----------------------------------------------------------- | ------------------------------- | ------------ | ------------ | ------------ | ----------------- |
| McKenna De Bever                                            | 100 metros espalda              | 01:06.55     | 4            | 01:04.88     | Medalla de bronce |
| Andrea Hurtado                                              | 100 metros espalda              | 01:07.21     | 5            | 01:05.82     | 6                 |
| Jessica Cattaneo                                            | 100 metros libre                | 59.46        | 8            | 59.38        | 8                 |
| McKenna De Bever                                            | 100 metros libre                | 01:00.46     | 11           | No clasificó | No clasificó      |
| Azra Avdic                                                  | 100 metros mariposa             | 01:04.12     | 5            | 01:03.89     | 6                 |
| Silvana Cabrera                                             | 100 metros mariposa             | 01:07.30     | 11           | No clasificó | No clasificó      |
| Paula Tamashiro                                             | 100 metros pecho                | 01:16.67     | 5            | 01:16.15     | 6                 |
| Mariagracia Torres                                          | 100 metros pecho                | 01:19.49     | 9            | No clasificó | No clasificó      |
| Andrea Hurtado                                              | 200 metros combinado            | 02:28.96     | 5            | 02:24.68     | 4                 |
| McKenna De Bever                                            | 200 metros combinado            | 02:25.63     | 1            | 02:21.25     | Medalla de bronce |
| Andrea Hurtado                                              | 200 metros espalda              | 02:25.51     | 3            | 02:19.13     | Medalla de oro    |
| Mariagracia Torres                                          | 200 metros espalda              | 02:35.18     | 9            | No clasificó | No clasificó      |
| Jessica Cattaneo                                            | 200 metros libre                | 02:10.12     | 6            | No clasificó | No clasificó      |
| McKenna De Bever                                            | 200 metros libre                | 02:12.68     | 8            | No clasificó | No clasificó      |
| Azra Avdic                                                  | 200 metros mariposa             | ——————       | ——————       | 02:20.37     | Medalla de plata  |
| Silvana Cabrera                                             | 200 metros mariposa             | ——————       | ——————       | 02:35.23     | 5                 |
| Paula Tamashiro                                             | 200 metros pecho                | 02:51.48     | 7            | No clasificó | No clasificó      |
| Mariagracia Torres                                          | 200 metros pecho                | 02:51.81     | 8            | 02:48.87     | 7                 |
| Azra Avdic                                                  | 400 metros combinado            | ——————       | ——————       | 05:05.02     | Medalla de plata  |
| Samantha Bello                                              | 400 metros libre                | ———————————— | ———————————— | ———————————— | ————————————      |
| Jessica Cattaneo                                            | 400 metros libre                | 04:44.19     | 7            | No clasificó | No clasificó      |
| María Bramont-Arias                                         | 800 metros libre                | ——————       | ——————       | 09:31.94     | 6                 |
| Azra Avdic Jessica Cattaneo Andrea Hurtado Paula Tamashiro  | Relevo 4 x 100 metros combinado | ——————       | ——————       | 04:26.50     | Medalla de bronce |
| Azra Avdic Jessica Cattaneo McKenna De Bever Andrea Hurtado | Relevo 4 x 100 metros libre     | ——————       | ——————       | 03:58.25     | 4                 |
| Azra Avdic Samantha Bello Jessica Cattaneo McKenna De Bever | Relevo 4x200 metros libre       | ——————       | ——————       | 08:36.29     | Medalla de bronce |

Masculino
| Atleta                                                         | Evento                          | Eliminatoria | Eliminatoria | Final        | Final             |
| Atleta                                                         | Evento                          | Tiempo       | Posición     | Tiempo       | Posición          |
| -------------------------------------------------------------- | ------------------------------- | ------------ | ------------ | ------------ | ----------------- |
| Sebastián Arispe                                               | 50 metros libre                 | 23.98        | 11           | No clasificó | No clasificó      |
| Miguel Zavaleta                                                | 50 metros libre                 | 24.30        | 18           | No clasificó | No clasificó      |
| Carlos Cobos                                                   | 100 metros espalda              | 59.91        | 9            | No clasificó | No clasificó      |
| José Neumann                                                   | 100 metros espalda              | 59.78        | 8            | 01:00.62     | 8                 |
| Sebastián Arispe                                               | 100 metros libre                | 52.94        | 12           | No clasificó | No clasificó      |
| Miguel Zavaleta                                                | 100 metros libre                | 54.19        | 19           | No clasificó | No clasificó      |
| Jean Monteagudo                                                | 100 metros mariposa             | 57.97        | 14           | No clasificó | No clasificó      |
| Javier Tang                                                    | 100 metros mariposa             | 56.96        | 10           | No clasificó | No clasificó      |
| Miguel Castillo                                                | 100 metros pecho                | 01:07.64     | 13           | No clasificó | No clasificó      |
| Javier Tang                                                    | 100 metros pecho                | 01:07.56     | 12           | No clasificó | No clasificó      |
| Gustavo Gutiérrez                                              | 200 metros combinado            | 02:16.25     | 6            | 02:18.25     | 7                 |
| José Neumann                                                   | 200 metros combinado            | 02:24.98     | 8            | 02:16.03     | 6                 |
| José Neumann                                                   | 200 metros espalda              | 02:12.36     | 9            | No clasificó | No clasificó      |
| Gaetano Zapata                                                 | 200 metros espalda              | 02:11.02     | 7            | 02:12.28     | 8                 |
| Adrián Paseta                                                  | 200 metros libre                | 02:02.78     | 14           | No clasificó | No clasificó      |
| Joaquím Vargas                                                 | 200 metros libre                | 01:58.80     | 9            | No clasificó | No clasificó      |
| Jean Monteagudo                                                | 200 metros mariposa             | 02:10.90     | 7            | 02:10.64     | 8                 |
| Adrián Paseta                                                  | 200 metros mariposa             | 02:11.51     | 9            | No clasificó | No clasificó      |
| Miguel Castillo                                                | 200 metros pecho                | 02:36.51     | 8            | 02:36.15     | 8                 |
| Franco Castro                                                  | 200 metros pecho                | 02:36.85     | 10           | No clasificó | No clasificó      |
| Jean Monteagudo                                                | 400 metros combinado            | ——————       | ——————       | 05:02.52     | 8                 |
| Gustavo Gutiérrez                                              | 400 metros combinado            | ——————       | ——————       | 04:49.26     | Medalla de bronce |
| Diego Serida                                                   | 400 metros libre                | 04:21.03     | 4            | No clasificó | No clasificó      |
| Joaquím Vargas                                                 | 400 metros libre                | 00:00.00     | ———————————— | ———————————— | ————————————      |
| Gustavo Gutiérrez                                              | 1500 metros libre               | ——————       | ——————       | 17:05.69     | 7                 |
| Diego Serida                                                   | 1500 metros libre               | ——————       | ——————       | 17:30.36     | 10                |
| Sebastián Arispe Jean Monteagudo José Neumann Javier Tang      | Relevo 4 x 100 metros combinado | ——————       | ——————       | 03:59.15     | 7                 |
| Sebastián Arispe José Neumann Javier Tang Miguel Zavaleta      | Relevo 4 x 100 metros libre     | ——————       | ——————       | 03:33.55     | 7                 |
| Sebastián Arispe Gustavo Gutiérrez José Neumann Joaquím Vargas | Relevo 4x200 metros libre       | ——————       | ——————       | 08:00.38     | 5                 |

### Natación en aguas abiertas
Femenino
| Atleta        | Evento        | Tiempo | Posición |
| ------------- | ------------- | ------ | -------- |
| María Bramont | 10 kilómetros | DNF    | DNF      |

Masculino
| Atleta          | Evento        | Tiempo      | Posición |
| --------------- | ------------- | ----------- | -------- |
| Piero Canduelas | 10 kilómetros | 2h 03:10.20 | 6        |
| Rodrigo Ramírez | 10 kilómetros | DNF         | DNF      |

### Patinaje artístico
Femenino
| Atleta         | Evento | Día 1  | Día 1    | Día 2  | Día 2    | Posición Final |
| Atleta         | Evento | Puntos | Posición | Puntos | Posición | Posición Final |
| -------------- | ------ | ------ | -------- | ------ | -------- | -------------- |
| Brigitte López | Libre  | 73.1   | 13       | 75.5   | 13       | 13             |

Masculino
| Atleta          | Evento | Día 1  | Día 1    | Día 2  | Día 2    | Posición Final |
| Atleta          | Evento | Puntos | Posición | Puntos | Posición | Posición Final |
| --------------- | ------ | ------ | -------- | ------ | -------- | -------------- |
| Diego Rodríguez | Libre  | 76.3   | 9        | 80.3   | 8        | 8              |

### Patinaje de velocidad
Femenino
| Atleta          | Evento                            | Clasificatoria | Clasificatoria | Final        | Final        |
| Atleta          | Evento                            | Tiempo         | Posición       | Tiempo       | Posición     |
| --------------- | --------------------------------- | -------------- | -------------- | ------------ | ------------ |
| Jessica Estévez | 10000 metros eliminación y puntos | ————————————   | ————————————   | ———————————— | ———————————— |
| Jessica Estévez | 10000 metros puntos               | —————          | —————          | 0            | 7            |

Masculino
| Atleta                           | Evento                            | Clasificatoria | Clasificatoria | Semifinal    | Semifinal    | Final        | Final    |
| Atleta                           | Evento                            | Tiempo         | Posición       | Tiempo       | Posición     | Tiempo       | Posición |
| -------------------------------- | --------------------------------- | -------------- | -------------- | ------------ | ------------ | ------------ | -------- |
| Alberto Barrios                  | 10000 metros eliminación y puntos | ————————————   | ————————————   | ———————————— | ———————————— | 0            | 6        |
| Alberto Barrios                  | 10000 metros puntos               | ————————————   | ————————————   | ———————————— | ———————————— | 0            | 8        |
| Bernardo Timoteo                 | 10000 metros puntos               | ————————————   | ————————————   | ———————————— | ———————————— | 0            | 8        |
| 300 metros cronómetro individual | 27.386                            | ————————————   | ————————————   | ———————————— | ———————————— | 7            |          |
| 500 metros velocidad grupo       | 51.84                             | 9              | 49.302         | 7            | No clasificó | No clasificó |          |
| 1000 metros velocidad grupo      | 01:33.43                          | 10             | No clasificó   | No clasificó | No clasificó | No clasificó |          |

### Pelota vasca
Femenino
| Atleta                         | Evento      | Clasificatoria                                            | Medalla de bronce | Medalla de oro  | Posición Final    |
| Atleta                         | Evento      | Rival Resultado                                           | Rival Resultado   | Rival Resultado | Posición Final    |
| ------------------------------ | ----------- | --------------------------------------------------------- | ----------------- | --------------- | ----------------- |
| Nathaly Paredes Mia Rodríguez  | Frontenis   | Chile 0 - 2 Venezuela 0 - 2 Argentina 0 - 2 Bolivia 2 - 0 | Venezuela 2 - 0   | —————           | Medalla de bronce |
| Jessenia Bernal Claudia Suárez | Pelota Goma | Uruguay 0 - 2 Argentina 0 - 2 Bolivia 2 - 1 Chile 1 - 2   | Chile 0 - 2       | —————           | 4                 |

Masculino
| Atleta                               | Evento          | Clasificatoria                                                          | Medalla de bronce | Medalla de oro  | Posición Final    |
| Atleta                               | Evento          | Rival Resultado                                                         | Rival Resultado   | Rival Resultado | Posición Final    |
| ------------------------------------ | --------------- | ----------------------------------------------------------------------- | ----------------- | --------------- | ----------------- |
| Juan Bezada David Yupanqui           | Frontenis       | Chile 0 - 2 Argentina 0 - 2 Bolivia 2 - 0                               | Bolivia 2 - 0     | —————           | Medalla de bronce |
| Manolo Barreto                       | Mano individual | Milton Cayoja 0 - 2 Nicolás Comas 0 - 2 Miklos Vidal 0 - 2              | ——————————        | ——————————      | 5                 |
| Rodrigo Carrasco Cristopher Martínez | Pelota Goma     | Bolivia 2 - 0 Venezuela 2 - 1 Uruguay 0 - 2 Chile 0 - 2 Argentina 0 - 2 | Chile 0 - 2       | —————           | 4                 |

### Pentatlón moderno
Femenino
| Atleta          | Evento     | Esgrima                      | Esgrima                      | Esgrima                      | Natación                     | Natación                     | Natación                     | Equitación                   | Equitación                   | Equitación                   | Equitación                   | Competencia combinada        | Competencia combinada        | Competencia combinada        | Puntuación Total | Posición Final |
| Atleta          | Evento     | Vic.                         | Ptos.                        | Pos.                         | Tiem.                        | Ptos.                        | Pos.                         | Pen.                         | Tiem.                        | Ptos.                        | Pos.                         | Tiem.                        | Ptos.                        | Pos.                         | Puntuación Total | Posición Final |
| --------------- | ---------- | ---------------------------- | ---------------------------- | ---------------------------- | ---------------------------- | ---------------------------- | ---------------------------- | ---------------------------- | ---------------------------- | ---------------------------- | ---------------------------- | ---------------------------- | ---------------------------- | ---------------------------- | ---------------- | -------------- |
| Andrea Álvarez  | Individual | ———————————————————————————— | ———————————————————————————— | ———————————————————————————— | ———————————————————————————— | ———————————————————————————— | ———————————————————————————— | ———————————————————————————— | ———————————————————————————— | ———————————————————————————— | ———————————————————————————— | ———————————————————————————— | ———————————————————————————— | ———————————————————————————— | 0                | 14             |
| Blanca Kometter | Individual | 202                          | 11                           | 7                            | 02:36.25                     | 238                          | 5                            | 0                            | 01:35.00                     | EL                           | EL                           | DNS                          | DNS                          | DNS                          | 0                | 11             |
| Julieta Solsol  | Individual | 8                            | 178                          | 9                            | 03:50.19                     | 90                           | 5                            | 0                            | 04:27.00                     | DNS                          | DNS                          | 15:04.00                     | 31                           | 13                           | 299              | 13             |

Vic=Victorias; Ptos=Puntos; Pos=Posición; Tiem=Tiempo; Pen=Penalizaciones
Masculino
| Atleta         | Evento     | Esgrima                      | Esgrima                      | Esgrima                      | Natación                     | Natación                     | Natación                     | Equitación                   | Equitación                   | Equitación                   | Equitación                   | Competencia combinada        | Competencia combinada        | Competencia combinada        | Puntuación Total | Posición Final |
| Atleta         | Evento     | Vic.                         | Ptos.                        | Pos.                         | Tiem.                        | Ptos.                        | Pos.                         | Pen.                         | Tiem.                        | Ptos.                        | Pos.                         | Tiem.                        | Ptos.                        | Pos.                         | Puntuación Total | Posición Final |
| -------------- | ---------- | ---------------------------- | ---------------------------- | ---------------------------- | ---------------------------- | ---------------------------- | ---------------------------- | ---------------------------- | ---------------------------- | ---------------------------- | ---------------------------- | ---------------------------- | ---------------------------- | ---------------------------- | ---------------- | -------------- |
| Nello Bernaola | Individual | 7                            | 196                          | 13                           | 03:24.67                     | 141                          | 4                            | 24                           | 112                          | 248                          | 4                            | 16:22.00                     | 318                          | 19                           | 903              | 14             |
| Jeffrey Leyva  | Individual | ———————————————————————————— | ———————————————————————————— | ———————————————————————————— | ———————————————————————————— | ———————————————————————————— | ———————————————————————————— | ———————————————————————————— | ———————————————————————————— | ———————————————————————————— | ———————————————————————————— | ———————————————————————————— | ———————————————————————————— | ———————————————————————————— | 0                | 21             |
| Luis Ramírez   | Individual | 9                            | 214                          | 10                           | 02:56.09                     | 198                          | 1                            | ———————                      | ———————                      | ———————                      | ———————                      | 17:49.00                     | 231                          | 20                           | 643              | 20             |

Vic=Victorias; Ptos=Puntos; Pos=Posición; Tiem=Tiempo; Pen=Penalizaciones
Mixto
| Atleta                         | Evento  | Esgrima | Esgrima | Esgrima | Natación | Natación | Natación | Equitación | Equitación | Equitación | Equitación | Competencia combinada | Competencia combinada | Puntuación Total | Posición Final |
| Atleta                         | Evento  | Vic.    | Ptos.   | Pos.    | Tiem.    | Ptos.    | Pos.     | Pen.       | Tiem.      | Ptos.      | Pos.       | Ptos.                 | Pos.                  | Puntuación Total | Posición Final |
| ------------------------------ | ------- | ------- | ------- | ------- | -------- | -------- | -------- | ---------- | ---------- | ---------- | ---------- | --------------------- | --------------------- | ---------------- | -------------- |
| Nello Bernaola Blanca Kometter | Relevos | 11      | 165     | 5       | 02:36.50 | 237      | 6        | EL         | EL         | EL         | EL         | 259                   | 6                     | 661              | 6              |

Vic=Victorias; Ptos=Puntos; Pos=Posición; Tiem=Tiempo; Pen=Penalizaciones

### Raquetbol
Masculino
| Atleta                                   | Evento     | Eliminatorias                                                         | Octavos de final                                                      | Cuartos de final | Semifinal       | Final           |
| Atleta                                   | Evento     | Rival Resultado                                                       | Rival Resultado                                                       | Rival Resultado  | Rival Resultado | Rival Resultado |
| ---------------------------------------- | ---------- | --------------------------------------------------------------------- | --------------------------------------------------------------------- | ---------------- | --------------- | --------------- |
| Óscar Carrión                            | Individual | Conrrado Moscoso 0 - 2 Cristian Chávez 0 - 2 Fernando Kurzbard 0 - 2  | Fernando Kurzbard 0 - 2                                               | No clasificó     | No clasificó    | No clasificó    |
| Jonathan Luque                           | Individual | José Ugalde 0 - 2 Francisco Troncoso 0 - 2 Mario Mercado 0 - 2        | Sebastián Franco 0 - 2                                                | No clasificó     | No clasificó    | No clasificó    |
| Óscar Carrión Juan Zamora                | Dobles     | Todos vs Todos Ecuador 0 - 2 Chile 0 - 2 Bolivia 0 - 2 Colombia 0 - 2 | Todos vs Todos Ecuador 0 - 2 Chile 0 - 2 Bolivia 0 - 2 Colombia 0 - 2 | Posición 5       | Posición 5      | Posición 5      |
| Óscar Carrión Jonathan Luque Juan Zamora | Equipos    | ————————————                                                          | ————————————                                                          | Chile 0 - 2      | No clasificó    | No clasificó    |

### Remo
Femenino
| Atleta                                                              | Evento | Final    | Final             |
| Atleta                                                              | Evento | Tiempo   | Posición          |
| ------------------------------------------------------------------- | ------ | -------- | ----------------- |
| Alessia Palacios Shantall Zegarra                                   | LW2X   | 08:44.92 | 4                 |
| Alexandra Castro Alessia Palacios Valeria Palacios Shantall Zegarra | W4X    | 07:40.45 | Medalla de bronce |

Masculino
| Atleta | Evento | Preliminar   | Preliminar   | Repechaje    | Repechaje    | Final        | Final        |
| Atleta | Evento | Tiempo       | Posición     | Tiempo       | Posición     | Tiempo       | Posición     |
| --- | ------ | ------------ | ------------ | ------------ | ------------ | ------------ | ------------ |
| Eduardo Linares | M1X    | 08:07.08     | 2            | 08:34.19     | 4            | 08:11.52     | 5            |
| Gianfranco Colmenares Renzo León                                                                                              | LM2X   | ———————————— | ———————————— | ———————————— | ———————————— | 07:04.03     | 4            |
| Johann Hamann Eduardo Linares                                                                                                 | M2X    | ———————————— | ———————————— | ———————————— | ———————————— | 07:25.97     | 4            |
| Ángel Sosa Gianfranco Colmenares Johann Hamann Renzo León                                                                     | M4X    | ———————————— | ———————————— | ———————————— | ———————————— | 06:43.81     | 4            |
| Renzo Brigneti Gianfranco Colmenares Johann Hamann Renzo León Eduardo Linares Mickelle Martini Salvatore Salpietro Ángel Sosa | M8+    | ———————————— | ———————————— | ———————————— | ———————————— | ———————————— | ———————————— |

### Rugby 7
Femenino
| Equipo | Evento          | Fase final       | Fase final |
| Equipo | Evento          | Rival Resultado  | Posición   |
| --- | --------------- | ---------------- | ---------- |
| María Chuquivala Natalia Correa María Domínguez Michelle Flores Raysa Gonzales Lucy Granda Andrea Masías Beatriz Orcotoma Allison Pereyra Rosemary Quesada Lieneke Ratto Melissa Vargas | Torneo femenino | Bolivia 34 - 0   | 5          |
| María Chuquivala Natalia Correa María Domínguez Michelle Flores Raysa Gonzales Lucy Granda Andrea Masías Beatriz Orcotoma Allison Pereyra Rosemary Quesada Lieneke Ratto Melissa Vargas | Torneo femenino | Colombia 14 - 15 | 5          |
| María Chuquivala Natalia Correa María Domínguez Michelle Flores Raysa Gonzales Lucy Granda Andrea Masías Beatriz Orcotoma Allison Pereyra Rosemary Quesada Lieneke Ratto Melissa Vargas | Torneo femenino | Argentina 0 - 29 | 5          |
| María Chuquivala Natalia Correa María Domínguez Michelle Flores Raysa Gonzales Lucy Granda Andrea Masías Beatriz Orcotoma Allison Pereyra Rosemary Quesada Lieneke Ratto Melissa Vargas | Torneo femenino | Brasil 0 - 43    | 5          |
| María Chuquivala Natalia Correa María Domínguez Michelle Flores Raysa Gonzales Lucy Granda Andrea Masías Beatriz Orcotoma Allison Pereyra Rosemary Quesada Lieneke Ratto Melissa Vargas | Torneo femenino | Uruguay 24 - 5   | 5          |
| María Chuquivala Natalia Correa María Domínguez Michelle Flores Raysa Gonzales Lucy Granda Andrea Masías Beatriz Orcotoma Allison Pereyra Rosemary Quesada Lieneke Ratto Melissa Vargas | Torneo femenino | Paraguay 12 - 17 | 5          |

### Squash
Femenino
| Atleta                                                  | Evento     | Dieciseisavos de final                     | Octavos de final                           | Cuartos de final                           | Semifinal       | Final           | Posición Final |
| Atleta                                                  | Evento     | Rival Resultado                            | Rival Resultado                            | Rival Resultado                            | Rival Resultado | Rival Resultado | Posición Final |
| ------------------------------------------------------- | ---------- | ------------------------------------------ | ------------------------------------------ | ------------------------------------------ | --------------- | --------------- | -------------- |
| Emilia Borja                                            | Individual | Camila Grasso 0 - 3                        | No clasificó                               | No clasificó                               | No clasificó    | No clasificó    | No clasificó   |
| María Borja                                             | Individual | Nicole Rafael 0 - 3                        | No clasificó                               | No clasificó                               | No clasificó    | No clasificó    | No clasificó   |
| María Hermoza                                           | Individual | Andrea Soria 0 - 3                         | No clasificó                               | No clasificó                               | No clasificó    | No clasificó    | No clasificó   |
| Alejandra Zavala                                        | Individual | —————                                      | Lujan Palacios 0 - 3                       | No clasificó                               | No clasificó    | No clasificó    | No clasificó   |
| Emilia Borja María Borja                                | Dobles     | ——————————                                 | ——————————                                 | Argentina 0 - 2                            | No clasificó    | No clasificó    | No clasificó   |
| Emilia Borja María Borja María Hermoza Alejandra Zavala | Equipos    | Eliminatorias Colombia 0 - 3 Ecuador 0 - 3 | Eliminatorias Colombia 0 - 3 Ecuador 0 - 3 | Eliminatorias Colombia 0 - 3 Ecuador 0 - 3 | No clasificó    | No clasificó    | No clasificó   |

Masculino
| Atleta                                                  | Evento     | Dieciseisavos de final                   | Octavos de final                         | Cuartos de final                         | Semifinal                                | Final                          | Posición Final |
| Atleta                                                  | Evento     | Rival Resultado                          | Rival Resultado                          | Rival Resultado                          | Rival Resultado                          | Rival Resultado                | Posición Final |
| ------------------------------------------------------- | ---------- | ---------------------------------------- | ---------------------------------------- | ---------------------------------------- | ---------------------------------------- | ------------------------------ | -------------- |
| Andrés Duanny                                           | Individual | —————                                    | Francesco Marcantonio 0 - 3              | No clasificó                             | No clasificó                             | No clasificó                   | No clasificó   |
| Diego Elías                                             | Individual | —————                                    | Ronald Palomino 3 - 0                    | Federico Cioffi 3 - 0                    | Roberto Pezzota 3 - 1                    | Juan Vargas 3 - 0              | Medalla de oro |
| Alonso Escudero                                         | Individual | —————                                    | Jaime Pinto 3 - 0                        | Juan Vargas 0 - 3                        | No clasificó                             | No clasificó                   | No clasificó   |
| Rafael Gálvez                                           | Individual | Álvaro Buenaño 0 - 3                     | No clasificó                             | No clasificó                             | No clasificó                             | No clasificó                   | No clasificó   |
| Diego Elías Alonso Escudero                             | Dobles     | ——————————                               | ——————————                               | Chile 2 - 0                              | Colombia 2 - 0                           | Paraguay 2 - 0                 | Medalla de oro |
| Andrés Duanny Diego Elías Alonso Escudero Rafael Gálvez | Equipos    | Eliminatorias Paraguay 3 - 0 Chile 3 - 0 | Eliminatorias Paraguay 3 - 0 Chile 3 - 0 | Eliminatorias Paraguay 3 - 0 Chile 3 - 0 | Eliminatorias Paraguay 3 - 0 Chile 3 - 0 | Colombia 2 - 0 Argentina 2 - 0 | Medalla de oro |

Mixto
| Atleta                      | Evento | Cuartos de final | Semifinal       | Final           | Posición Final |
| Atleta                      | Evento | Rival Resultado  | Rival Resultado | Rival Resultado | Posición Final |
| --------------------------- | ------ | ---------------- | --------------- | --------------- | -------------- |
| María Hermoza Rafael Gálvez | Dobles | Chile 1 - 2      | No clasificó    | No clasificó    | No clasificó   |

### Taekwondo
Femenino
| Atleta               | Evento        | Cuartos de final        | Semifinal       | Final           | Posición Final |
| Atleta               | Evento        | Rival Resultado         | Rival Resultado | Rival Resultado | Posición Final |
| -------------------- | ------------- | ----------------------- | --------------- | --------------- | -------------- |
| Julissa Diez Canseco | -49 kg        | Virginia Dellán 14 - 21 | No clasificó    | No clasificó    | No clasificó   |
| Elizabeth Alvarado   | 49 kg a 57 kg | Carolin Gomes 3 - 23    | No clasificó    | No clasificó    | No clasificó   |
| Diana Chirinos       | 57 kg a 67 kg | ————————————            | ————————————    | ————————————    | ————————————   |

Masculino
| Atleta          | Evento        | Cuartos de final        | Semifinal          | Final                   | Posición Final    |
| Atleta          | Evento        | Rival Resultado         | Rival Resultado    | Rival Resultado         | Posición Final    |
| --------------- | ------------- | ----------------------- | ------------------ | ----------------------- | ----------------- |
| Luis Oblitas    | -58 kg        | Jorge Navarro 28 - 19   | Sebastián Navea W  | No clasificó            | Medalla de bronce |
| Alexander Ortiz | 58 kg a 68 kg | Cristian Torres 16 - 13 | Franco Ríos 15 - 6 | Ignacio Morales 13 - 16 | Medalla de plata  |
| Carlos Kroll    | 68 kg a 80 kg | Paul Cornejo 9 - 27     | No clasificó       | No clasificó            | No clasificó      |

### Tenis
Femenino
| Atleta                                  | Evento     | Dieciseisavos de final | Octavos de final     | Cuartos de final | Semifinal       | Medalla de bronce | Medalla de oro  | Posición Final |              |
| Atleta                                  | Evento     | Rival Resultado        | Rival Resultado      | Rival Resultado  | Rival Resultado | Rival Resultado   | Rival Resultado | Posición Final |              |
| --------------------------------------- | ---------- | ---------------------- | -------------------- | ---------------- | --------------- | ----------------- | --------------- | -------------- | ------------ |
| Anastasia Iamachkine                    | Individual | Noelia Zeballos 0 - 2  | No clasificó         | No clasificó     | No clasificó    | No clasificó      | No clasificó    | No clasificó   |              |
| Dominique Schaefer                      | Individual | María Secinaro 2 - 0   | Daniela Seguel 0 - 2 | No clasificó     | No clasificó    | No clasificó      | No clasificó    | No clasificó   |              |
| Camila Soares                           | Individual | María Linares 0 - 2    | No clasificó         | No clasificó     | No clasificó    | No clasificó      | No clasificó    | No clasificó   |              |
| Anastasia Iamachkine Dominique Schaefer | Dobles     | ————————————           | ————————————         | Chile 0 - 2      | No clasificó    | No clasificó      | No clasificó    | No clasificó   | No clasificó |

Masculino
| Atleta                          | Evento     | Dieciseisavos de final  | Octavos de final    | Cuartos de final        | Semifinal           | Medalla de bronce     | Medalla de oro  | Posición Final    |
| Atleta                          | Evento     | Rival Resultado         | Rival Resultado     | Rival Resultado         | Rival Resultado     | Rival Resultado       | Rival Resultado | Posición Final    |
| ------------------------------- | ---------- | ----------------------- | ------------------- | ----------------------- | ------------------- | --------------------- | --------------- | ----------------- |
| Arklon Huertas                  | Individual | Franco Roncadelli 2 - 0 | Gonzalo Lama 1 - 2  | No clasificó            | No clasificó        | No clasificó          | No clasificó    | No clasificó      |
| Jorge Panta                     | Individual | Yigal Bergen 2 - 0      | Tomás Barrios 0 - 2 | No clasificó            | No clasificó        | No clasificó          | No clasificó    | No clasificó      |
| Juan Pablo Varillas             | Individual | ——————                  | Boris Arias 2 - 0   | Federico Zeballos 2 - 0 | Tomás Barrios 0 - 2 | Eduardo Struvay 2 - 0 | ——————          | Medalla de bronce |
| Jorge Panta Juan Pablo Varillas | Dobles     | ————————————            | ————————————        | Argentina 2 - 0         | Chile 2 - 0         | ——————                | Ecuador 0 - 2   | Medalla de plata  |

Mixto
| Atleta                       | Evento       | Cuartos de final | Semifinal       | Final           | Posición Final |
| Atleta                       | Evento       | Rival Resultado  | Rival Resultado | Rival Resultado | Posición Final |
| ---------------------------- | ------------ | ---------------- | --------------- | --------------- | -------------- |
| Arklon Huertas Camila Soares | Dobles mixto | Argentina 0 - 2  | No clasificó    | No clasificó    | No clasificó   |

### Tenis de mesa
Femenino
| Atleta                                  | Evento  | Fase de grupos                                                | Octavos de final             | Cuartos de final      | Semifinal       | Final           | Posición Final |
| Atleta                                  | Evento  | Rival Resultado                                               | Rival Resultado              | Rival Resultado       | Rival Resultado | Rival Resultado | Posición Final |
| --------------------------------------- | ------- | ------------------------------------------------------------- | ---------------------------- | --------------------- | --------------- | --------------- | -------------- |
| Isabel Duffoo                           | Singles | Camila Argüelles 0 - 3 Megan Rocha 3 - 1 Judith Morales 0 - 3 | No clasificó                 | No clasificó          | No clasificó    | No clasificó    | No clasificó   |
| Andrea Guzmán                           | Singles | Naomi Iwasa 1 - 3 Sdenka Moscoso 3 - 0 Luisa Zuluaga 0 - 3    | No clasificó                 | No clasificó          | No clasificó    | No clasificó    | No clasificó   |
| Ángela Mori                             | Singles | Camila Obando 3 - 2 Ana Codina 3 - 1 Taís Delgadillo 3 - 0    | Chelsea Edghill 4 - 2        | Bruna Takahashi 1 - 4 | No clasificó    | No clasificó    | No clasificó   |
| Andrea Guzmán Ángela Mori               | Dobles  | ——————                                                        | ——————                       | Chile 2 - 3           | No clasificó    | No clasificó    | No clasificó   |
| Isabel Duffoo Andrea Guzmán Ángela Mori | Equipos | ———                                                           | Brasil 0 - 3 Venezuela 0 - 3 | No clasificó          | No clasificó    | No clasificó    | No clasificó   |

Masculino
| Atleta                                    | Evento  | Fase de grupos                                                     | Octavos de final             | Cuartos de final  | Semifinal       | Final           | Posición Final |
| Atleta                                    | Evento  | Rival Resultado                                                    | Rival Resultado              | Rival Resultado   | Rival Resultado | Rival Resultado | Posición Final |
| ----------------------------------------- | ------- | ------------------------------------------------------------------ | ---------------------------- | ----------------- | --------------- | --------------- | -------------- |
| André Blas                                | Singles | José Lizarazu 3 - 1 Eric Jouti 0 - 3 Shemar Britton 3 - 1          | Felipe Olivares 4 - 1        | Vitor Seiji 0 - 4 | No clasificó    | No clasificó    | No clasificó   |
| Rodrigo García                            | Singles | Felipe Olivares 3 - 2 René Villarroel 3 - 0 Joaquín Villegas 1 - 3 | No clasificó                 | No clasificó      | No clasificó    | No clasificó    | No clasificó   |
| Diego Rodríguez                           | Singles | Víctor Aguirre 1 - 3 Bruno Moleda 3 - 0 Emiliano Riofrio 3 - 0     | Horacio Cifuentes 1 - 4      | No clasificó      | No clasificó    | No clasificó    | No clasificó   |
| André Blas Rodrigo García                 | Dobles  | ——————                                                             | ——————                       | Chile 1 - 3       | No clasificó    | No clasificó    | No clasificó   |
| André Blas Rodrigo García Diego Rodríguez | Equipos | ———                                                                | Brasil 0 - 3 Venezuela 3 - 1 | No clasificó      | No clasificó    | No clasificó    | No clasificó   |

Mixto
| Atleta                        | Evento | Dieciseisavos de final | Octavos de final | Cuartos de final | Semifinal       | Final           | Posición Final |              |
| Atleta                        | Evento | Rival Resultado        | Rival Resultado  | Rival Resultado  | Rival Resultado | Rival Resultado | Posición Final |              |
| ----------------------------- | ------ | ---------------------- | ---------------- | ---------------- | --------------- | --------------- | -------------- | ------------ |
| André Blas Ángela Mori        | Dobles | Venezuela 3 3 - 0      | Chile 3 - 2      | Colombia 2 - 3   | No clasificó    | No clasificó    | No clasificó   | No clasificó |
| Rodrigo García Andrea Guzmán  | Dobles | Ecuador 2 2 - 3        | No clasificó     | No clasificó     | No clasificó    | No clasificó    | No clasificó   |              |
| Isabel Duffoo Diego Rodríguez | Dobles | Venezuela 2 0 - 3      | No clasificó     | No clasificó     | No clasificó    | No clasificó    | No clasificó   |              |

### Tiro
Femenino
| Atleta             | Evento                         | Eliminatoria | Eliminatoria | Final        | Final             |
| Atleta             | Evento                         | Puntos       | Posición     | Puntos       | Posición          |
| ------------------ | ------------------------------ | ------------ | ------------ | ------------ | ----------------- |
| Annia Becerra      | Pistola aire 10m (60)          | 556          | 4            | 213          | Medalla de bronce |
| Brianda Rivera     | Pistola aire 10m (60)          | 543          | 9            | No clasificó | No clasificó      |
| Miriam Quintanilla | Pistola 25 m                   | 542          | 8            | 7            | 6                 |
| Brianda Rivera     | Pistola 25 m                   | 559          | 5            | 3            | 8                 |
| Lucía Cruz         | Rifle de aire 10m (60)         | 605.7        | 6            | 179          | 5                 |
| Sara Vizcarra      | Rifle de aire 10m (60)         | 616.2        | 3            | 198.2        | 4                 |
| Alexia Arenas      | Rifle 3 posiciones 50 m (3x40) | 1114         | 7            | 379          | 8                 |
| Sara Vizcarra      | Rifle 3 posiciones 50 m (3x40) | 1133         | 3            | 403          | 5                 |
| Daniella Borda     | Skeet (125)                    | 110          | 2            | 45           | Medalla de plata  |

Masculino
| Atleta              | Evento                   | Eliminatoria | Eliminatoria | Final        | Final             |
| Atleta              | Evento                   | Puntos       | Posición     | Puntos       | Posición          |
| ------------------- | ------------------------ | ------------ | ------------ | ------------ | ----------------- |
| Marko Carrillo      | Pistola aire 10m         | 566          | 3            | 232          | Medalla de oro    |
| José Ullilén        | Pistola aire 10m         | 552          | 11           | No clasificó | No clasificó      |
| Marko Carrillo      | Pistola tiro rápido 25 m | 558          | 3            | 23           | Medalla de plata  |
| Viktor Preciado     | Pistola tiro rápido 25 m | 525          | 10           | No clasificó | No clasificó      |
| Daniel Vizcarra     | Rifle de aire 10m        | 619.5        | 2            | 216.8        | Medalla de bronce |
| César Yui           | Rifle de aire 10m        | 591.3        | 10           | No clasificó | No clasificó      |
| Guido Farfán        | Rifle 3 posiciones 50 m  | 1119         | 9            | No clasificó | No clasificó      |
| Daniel Vizcarra     | Rifle 3 posiciones 50 m  | 1147         | 6            | 436.2        | Medalla de plata  |
| Marco Matellini     | Skeet                    | 105          | 9            | No clasificó | No clasificó      |
| Nicolás Pacheco     | Skeet                    | 116          | 3            | 56           | Medalla de oro    |
| Francisco Boza      | Trap                     | 111          | 13           | No clasificó | No clasificó      |
| Alessandro De Souza | Trap                     | 123          | 1            | 45           | Medalla de plata  |

Mixto
| Atleta                        | Evento              | Eliminatoria | Eliminatoria | Final        | Final        |
| Atleta                        | Evento              | Puntos       | Posición     | Puntos       | Posición     |
| ----------------------------- | ------------------- | ------------ | ------------ | ------------ | ------------ |
| Annia Becerra Marko Carrillo  | Pistola de aire 10m | 742          | 6            | No clasificó | No clasificó |
| Daniel Vizcarra Sara Vizcarra | Rifle de aire 10m   | 819.6        | 2            | 338.1        | 5            |

### Tiro con arco
Femenino
| Atleta           | Evento               | Eliminatoria | Eliminatoria | Dieciseisavos de final | Octavos de final      | Cuartos de final | Semifinal       | Final           |
| Atleta           | Evento               | Puntos       | Posición     | Rival Resultado        | Rival Resultado       | Rival Resultado  | Rival Resultado | Rival Resultado |
| ---------------- | -------------------- | ------------ | ------------ | ---------------------- | --------------------- | ---------------- | --------------- | --------------- |
| Violeta Escobedo | Individual compuesto | 606          | 11           | ——————                 | Nora Valdez 129 - 148 | No clasificó     | No clasificó    | No clasificó    |
| Mariana Illescas | Individual recurvo   | ——————       | ——————       | María Carozza 2 - 6    | No clasificó          | No clasificó     | No clasificó    | No clasificó    |

Masculino
| Atleta          | Evento               | Eliminatoria | Eliminatoria | Dieciseisavos de final    | Octavos de final         | Cuartos de final | Semifinal       | Final           |
| Atleta          | Evento               | Puntos       | Posición     | Rival Resultado           | Rival Resultado          | Rival Resultado  | Rival Resultado | Rival Resultado |
| --------------- | -------------------- | ------------ | ------------ | ------------------------- | ------------------------ | ---------------- | --------------- | --------------- |
| Eberth Castillo | Individual compuesto | 642          | 16           | Óscar García 136 - 146    | No clasificó             | No clasificó     | No clasificó    | No clasificó    |
| Óscar García    | Individual compuesto | 632          | 17           | Eberth Castillo 146 - 136 | Camilo Cardona 131 - 143 | No clasificó     | No clasificó    | No clasificó    |
| Gonzalo Hermoza | Individual compuesto | 0            | 21           | No clasificó              | No clasificó             | No clasificó     | No clasificó    | No clasificó    |
| William O'brien | Individual recurvo   | 608          | 17           | Ricardo Vásquez 7 - 3     | Daniel Pineda 0 - 6      | No clasificó     | No clasificó    | No clasificó    |

Mixto
| Atleta                           | Evento                     | Eliminatoria | Eliminatoria | Cuartos de final    | Semifinal       | Final           |
| Atleta                           | Evento                     | Puntos       | Posición     | Rival Resultado     | Rival Resultado | Rival Resultado |
| -------------------------------- | -------------------------- | ------------ | ------------ | ------------------- | --------------- | --------------- |
| Eberth Castillo Violeta Escobedo | Ronda de equipos compuesto | 1248         | 6            | Venezuela 138 - 150 | No clasificó    | No clasificó    |
| Mariana Illescas William O'brien | Ronda de equipos recurvo   | 1158         | 8            | Colombia 2 - 6      | No clasificó    | No clasificó    |

### Triatlón
Femenino
| Atleta           | Evento | Natación | T1       | Ciclismo | T2    | Carrera  | Tiempo total | Posición |
| ---------------- | ------ | -------- | -------- | -------- | ----- | -------- | ------------ | -------- |
| Alessandra López | Sprint | 12:46.00 | 01:53.00 | 36:28.00 | 57.00 | 27:04.00 | 1h 19:08.00  | 20       |

Masculino
| Atleta     | Evento | Natación | T1  | Ciclismo | T2  | Carrera | Tiempo total | Posición |
| ---------- | ------ | -------- | --- | -------- | --- | ------- | ------------ | -------- |
| José Gómez | Sprint | DQF      | DQF | DQF      | DQF | DQF     | DQF          | DQF      |

### Vela
Femenino
| Atleta          | Evento       | Regata | Regata | Regata | Regata | Regata | Regata | Regata | Regata | Regata | Puntos | Posición       |
| Atleta          | Evento       | 1      | 2      | 3      | 4      | 5      | 6      | 7      | 8      | 9      | Puntos | Posición       |
| --------------- | ------------ | ------ | ------ | ------ | ------ | ------ | ------ | ------ | ------ | ------ | ------ | -------------- |
| Diana Tudela    | Láser radial | 5      | 5      | 5      | 4      | 1      | 5      | 5      | 6      | 3      | 45     | 5              |
| Caterina Romero | Sunfish      | 1      | 1      | 1      | 1      | 1      | 3      | 1      | 3      | 2      | 14     | Medalla de oro |

Masculino
| Atleta             | Evento         | Regata | Regata | Regata | Regata | Regata | Regata | Regata | Regata | Regata | Puntos | Posición         |
| Atleta             | Evento         | 1      | 2      | 3      | 4      | 5      | 6      | 7      | 8      | 9      | Puntos | Posición         |
| ------------------ | -------------- | ------ | ------ | ------ | ------ | ------ | ------ | ------ | ------ | ------ | ------ | ---------------- |
| Renzo Sanguineti   | Láser estándar | 5      | 5      | 6      | 2      | 5      | 6      | 5      | 3      | 2      | 39     | 6                |
| Jean De Trazegnies | Sunfish        | 2      | 4      | 1      | 3      | 6      | 4      | 3      | 3      | 1      | 25     | Medalla de plata |

Mixto
| Atleta                        | Evento | Regata | Regata | Regata | Regata | Regata | Regata | Regata | Regata | Regata | Puntos | Posición |
| Atleta                        | Evento | 1      | 2      | 3      | 4      | 5      | 6      | 7      | 8      | 9      | Puntos | Posición |
| ----------------------------- | ------ | ------ | ------ | ------ | ------ | ------ | ------ | ------ | ------ | ------ | ------ | -------- |
| Diego Figueroa Alessia Zavala | Snipe  | 4      | 4      | 4      | 2      | 2      | 3      | 3      | 4      | 3      | 29     | 4        |

### Voleibol
Femenino
| Equipo | Evento          | Fase de grupos                                  | Fase de grupos | Medalla de bronce             | Medalla de oro  | Posición final    |
| Equipo | Evento          | Rival Resultado                                 | Posición       | Rival Resultado               | Rival Resultado | Posición final    |
| --- | --------------- | ----------------------------------------------- | -------------- | ----------------------------- | --------------- | ----------------- |
| Shiamara Almeida Diana De La Peña Zoila La Rosa Brenda Lobatón Alexandra Machado Yujhamy Mosquera Mabel Olemar Karla Ortiz Esmeralda Sánchez Daniela Uribe Aixa Vigil Clarivett Yllescas | Torneo femenino | Colombia 18-25 / 17-25 / 17-25                  | 3              | Bolivia 25-14 / 25-22 / 26-24 | ——————          | Medalla de bronce |
| Shiamara Almeida Diana De La Peña Zoila La Rosa Brenda Lobatón Alexandra Machado Yujhamy Mosquera Mabel Olemar Karla Ortiz Esmeralda Sánchez Daniela Uribe Aixa Vigil Clarivett Yllescas | Torneo femenino | Bolivia 21-25 / 25-8 / 25-18 / 25-20            | 3              | Bolivia 25-14 / 25-22 / 26-24 | ——————          | Medalla de bronce |
| Shiamara Almeida Diana De La Peña Zoila La Rosa Brenda Lobatón Alexandra Machado Yujhamy Mosquera Mabel Olemar Karla Ortiz Esmeralda Sánchez Daniela Uribe Aixa Vigil Clarivett Yllescas | Torneo femenino | Argentina 25-20 / 22-25 / 24-26 / 25-16 / 15-13 | 3              | Bolivia 25-14 / 25-22 / 26-24 | ——————          | Medalla de bronce |

Masculino
| Equipo | Evento           | Fase de grupos                          | Fase de grupos | Medalla de bronce | Medalla de oro  | Posición final |
| Equipo | Evento           | Rival Resultado                         | Posición       | Rival Resultado   | Rival Resultado | Posición final |
| --- | ---------------- | --------------------------------------- | -------------- | ----------------- | --------------- | -------------- |
| Daniel Barbieri Benny Bernaola Juan Bustos Álvaro Hidalgo Francis Mendoza Jonathan Nakamatsu Gonzalo Palacio Daniel Porras Diego Recavarren Eduardo Romay Daniel Ureña Paul Williams | Torneo masculino | Bolivia 25-15 / 25-19 / 24-26 / 25-19   | 5              | No clasificó      | No clasificó    | 5              |
| Daniel Barbieri Benny Bernaola Juan Bustos Álvaro Hidalgo Francis Mendoza Jonathan Nakamatsu Gonzalo Palacio Daniel Porras Diego Recavarren Eduardo Romay Daniel Ureña Paul Williams | Torneo masculino | Chile 19-25 / 21-25 / 18-25             | 5              | No clasificó      | No clasificó    | 5              |
| Daniel Barbieri Benny Bernaola Juan Bustos Álvaro Hidalgo Francis Mendoza Jonathan Nakamatsu Gonzalo Palacio Daniel Porras Diego Recavarren Eduardo Romay Daniel Ureña Paul Williams | Torneo masculino | Argentina 19-25 / 22-25 / 26-28         | 5              | No clasificó      | No clasificó    | 5              |
| Daniel Barbieri Benny Bernaola Juan Bustos Álvaro Hidalgo Francis Mendoza Jonathan Nakamatsu Gonzalo Palacio Daniel Porras Diego Recavarren Eduardo Romay Daniel Ureña Paul Williams | Torneo masculino | Venezuela 16-25 / 22-25 / 25-19 / 18-25 | 5              | No clasificó      | No clasificó    | 5              |
| Daniel Barbieri Benny Bernaola Juan Bustos Álvaro Hidalgo Francis Mendoza Jonathan Nakamatsu Gonzalo Palacio Daniel Porras Diego Recavarren Eduardo Romay Daniel Ureña Paul Williams | Torneo masculino | Colombia 24-26 / 19-25 / 15-25          | 5              | No clasificó      | No clasificó    | 5              |

### Voleibol de playa
Femenino
| Equipo                     | Evento          | Fase de grupos              | Fase de grupos | Cuartos de final | Semifinal       | Final           |
| Equipo                     | Evento          | Rival Resultado             | Posición       | Rival Resultado  | Rival Resultado | Rival Resultado |
| -------------------------- | --------------- | --------------------------- | -------------- | ---------------- | --------------- | --------------- |
| Cindy Calle Gianella Serna | Torneo femenino | Ecuador 0 - 2 Bolivia 0 - 2 | 13             | No clasificó     | No clasificó    | No clasificó    |

Masculino
| Equipo                         | Evento           | Fase de grupos                | Fase de grupos | Cuartos de final | Semifinal       | Final           |
| Equipo                         | Evento           | Rival Resultado               | Posición       | Rival Resultado  | Rival Resultado | Rival Resultado |
| ------------------------------ | ---------------- | ----------------------------- | -------------- | ---------------- | --------------- | --------------- |
| Williams Maldonado Jorge Sayán | Torneo masculino | Ecuador 0 - 2 Argentina 2 - 0 | 8              | No clasificó     | No clasificó    | No clasificó    |

### Waterpolo
Masculino
| Equipo | Evento           | Fase de grupos   | Fase de grupos | Semifinal        | Tercer y cuarto lugar | Posición final |
| Equipo | Evento           | Rival Resultado  | Posición       | Rival Resultado  | Rival Resultado       | Posición final |
| --- | ---------------- | ---------------- | -------------- | ---------------- | --------------------- | -------------- |
| Sebastián Dancourt Eduardo Grandez Sebastián Morales Omar Ormachea Augusto Otero Rodrigo Pacheco Sebastián Pastor Friderick Paternoster Germán Rodríguez Nicolás Rodríguez Diego Villar Nicolás Villar Adriano Zunino | Torneo masculino | Colombia 6 - 12  | 4              | Argentina 3 - 18 | Venezuela 4 - 12      | 4              |
| Sebastián Dancourt Eduardo Grandez Sebastián Morales Omar Ormachea Augusto Otero Rodrigo Pacheco Sebastián Pastor Friderick Paternoster Germán Rodríguez Nicolás Rodríguez Diego Villar Nicolás Villar Adriano Zunino | Torneo masculino | Bolivia 44 - 0   | 4              | Argentina 3 - 18 | Venezuela 4 - 12      | 4              |
| Sebastián Dancourt Eduardo Grandez Sebastián Morales Omar Ormachea Augusto Otero Rodrigo Pacheco Sebastián Pastor Friderick Paternoster Germán Rodríguez Nicolás Rodríguez Diego Villar Nicolás Villar Adriano Zunino | Torneo masculino | Argentina 8 - 13 | 4              | Argentina 3 - 18 | Venezuela 4 - 12      | 4              |
| Sebastián Dancourt Eduardo Grandez Sebastián Morales Omar Ormachea Augusto Otero Rodrigo Pacheco Sebastián Pastor Friderick Paternoster Germán Rodríguez Nicolás Rodríguez Diego Villar Nicolás Villar Adriano Zunino | Torneo masculino | Venezuela 5 - 11 | 4              | Argentina 3 - 18 | Venezuela 4 - 12      | 4              |